# Eitorf

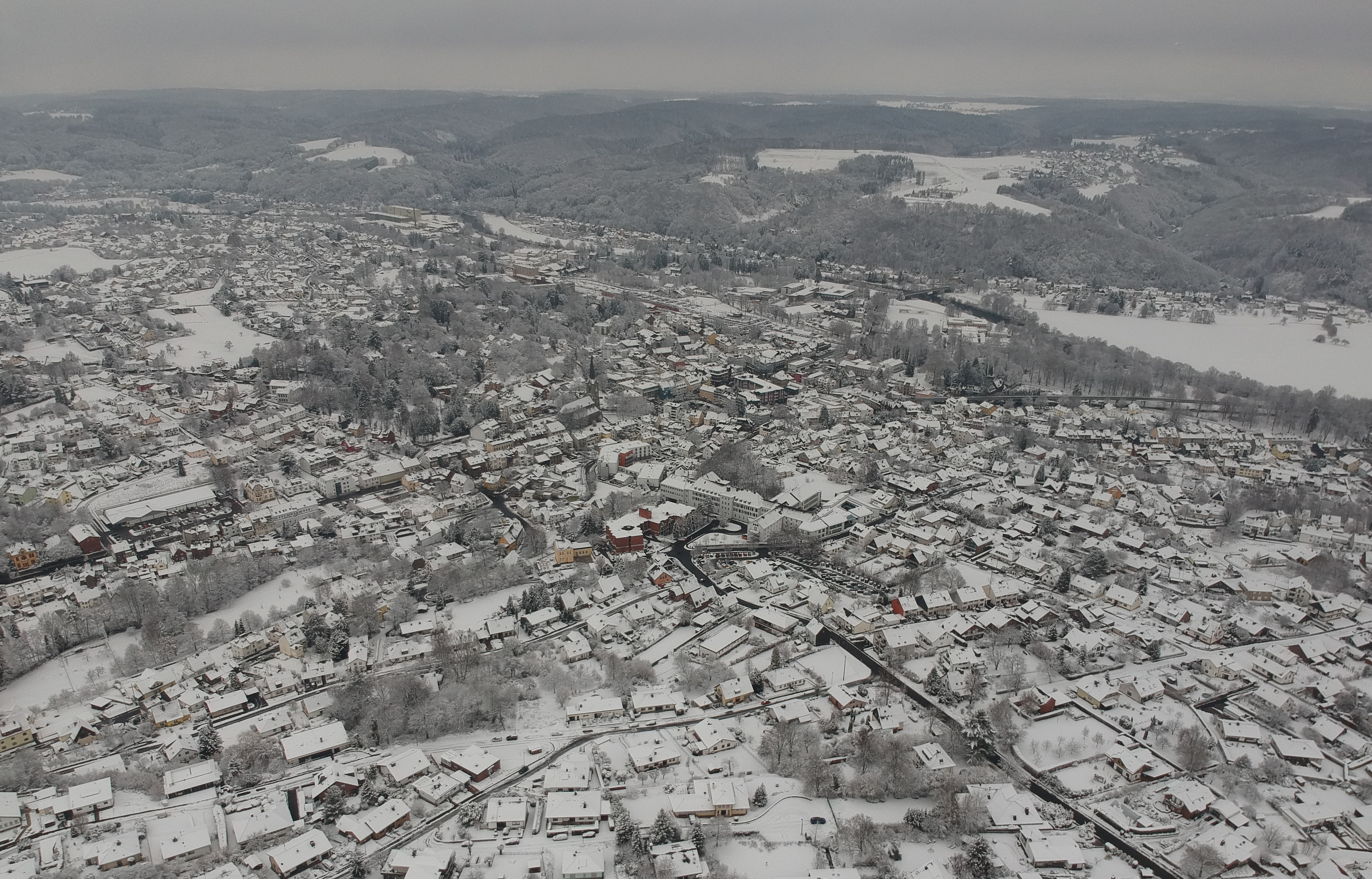
Luftaufnahme Eitorf Winter 2019

Eitorf nach einem Stahlstich von C. Hohe

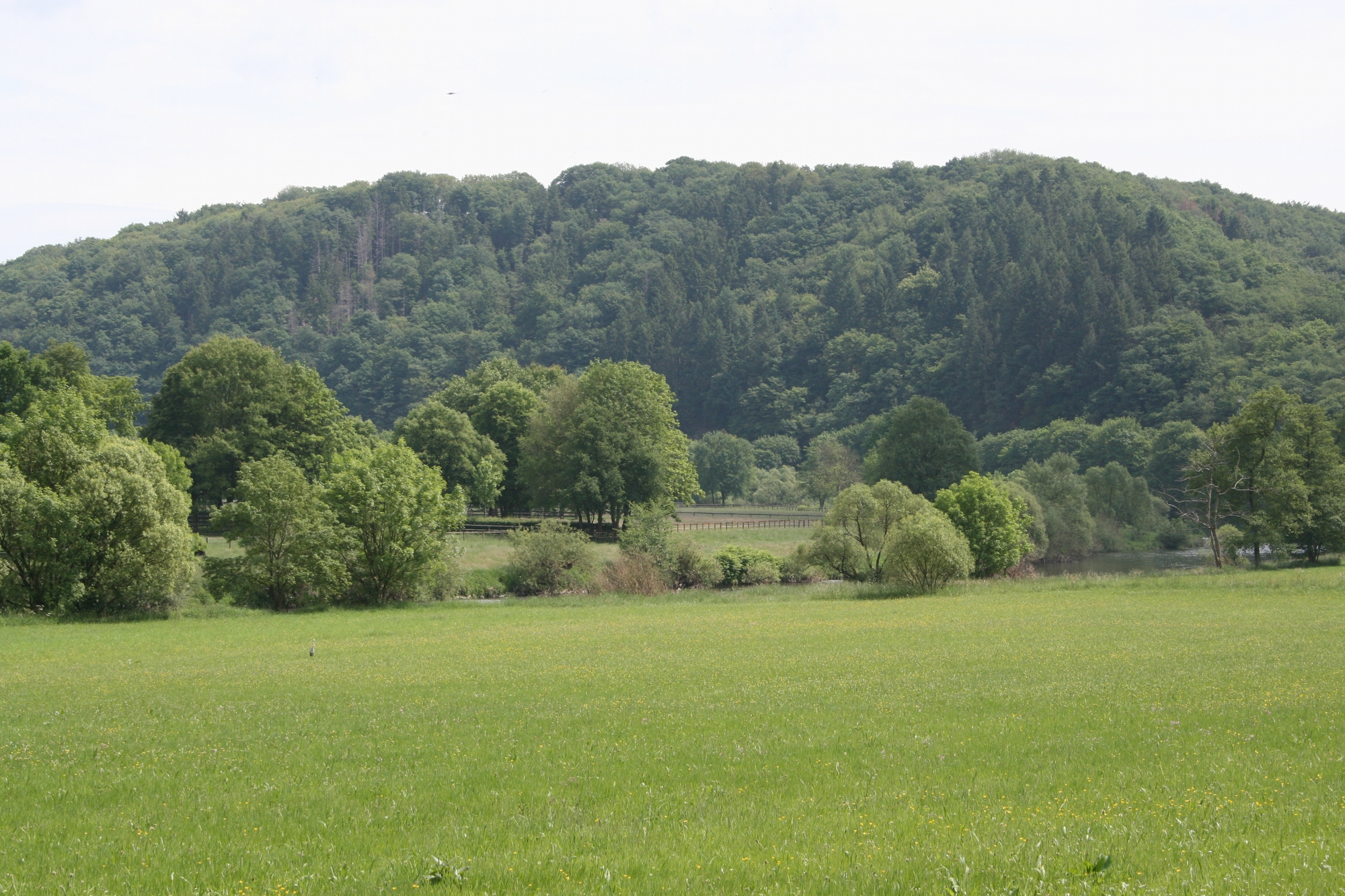
Der Ortseingang von Eitorf, aus dem Siegtal kommend

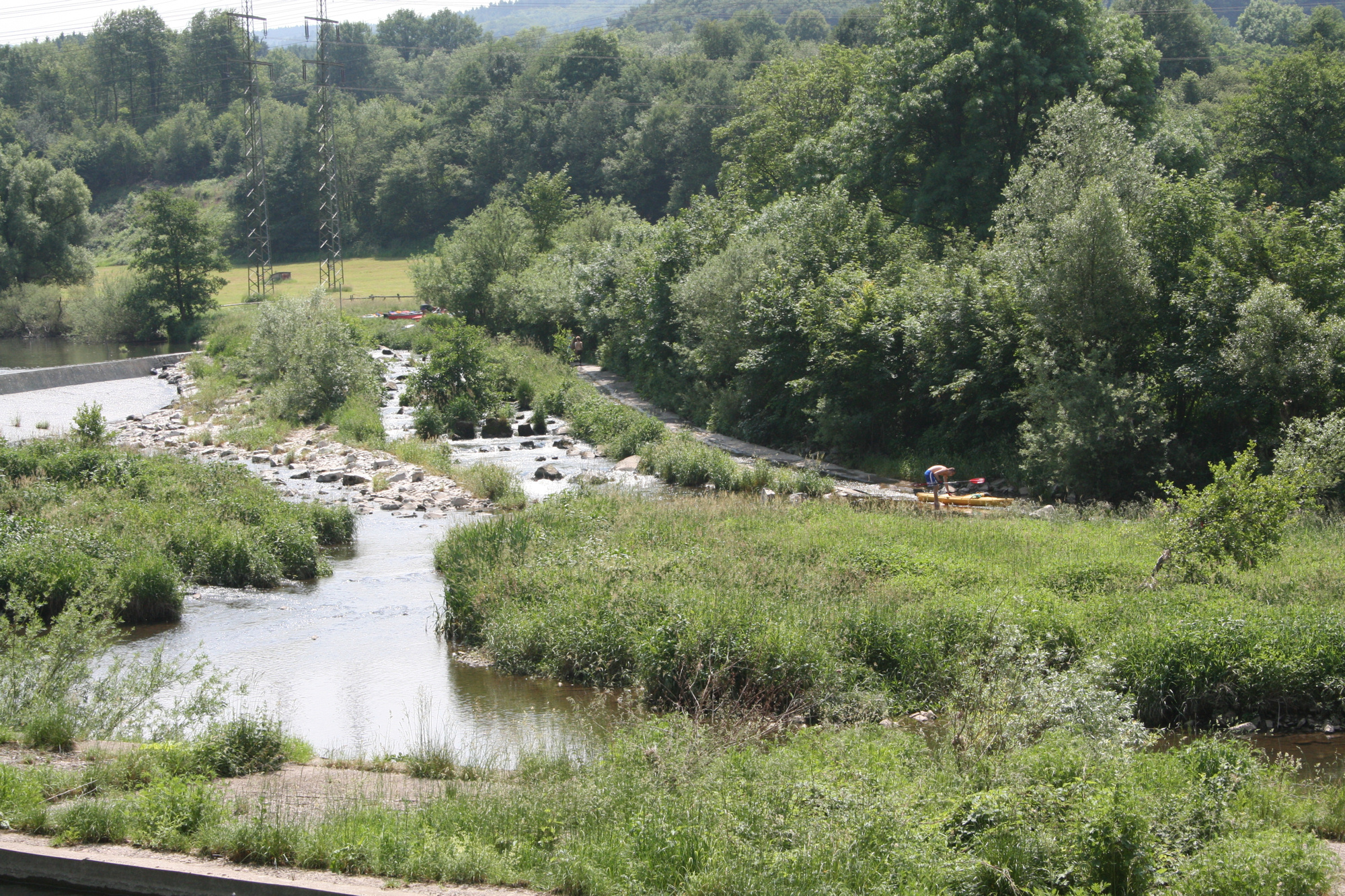
Das Siegufer bei Alzenbach

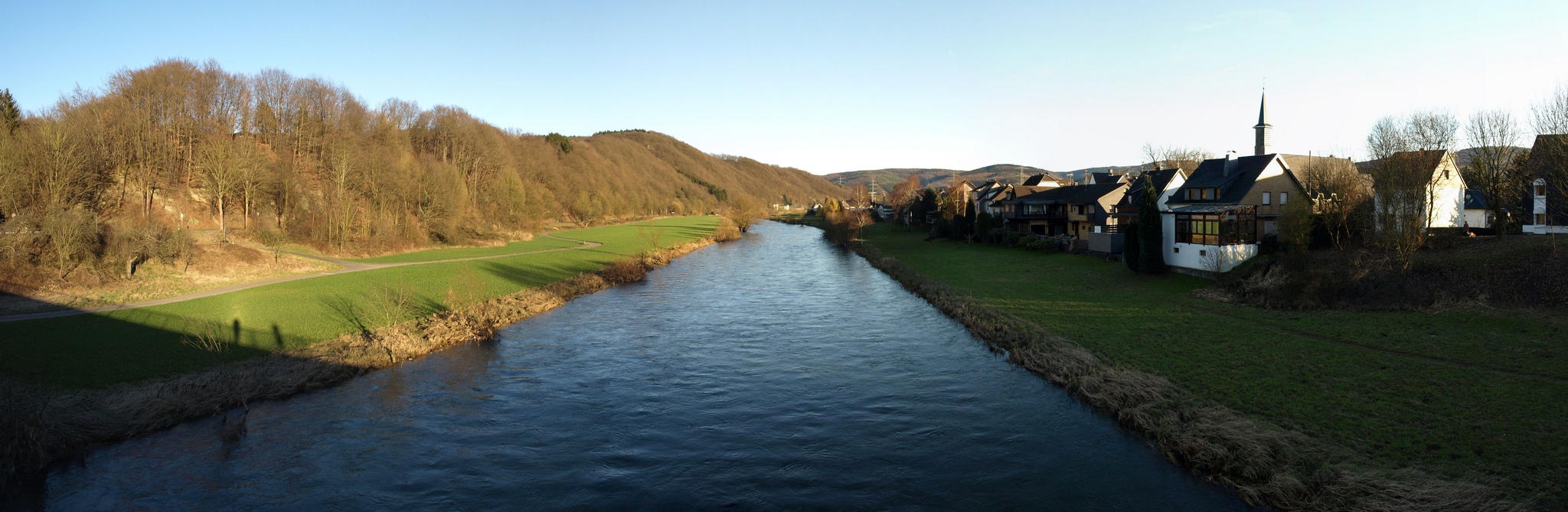
Blick von der Siegbrücke bei Alzenbach, 2008

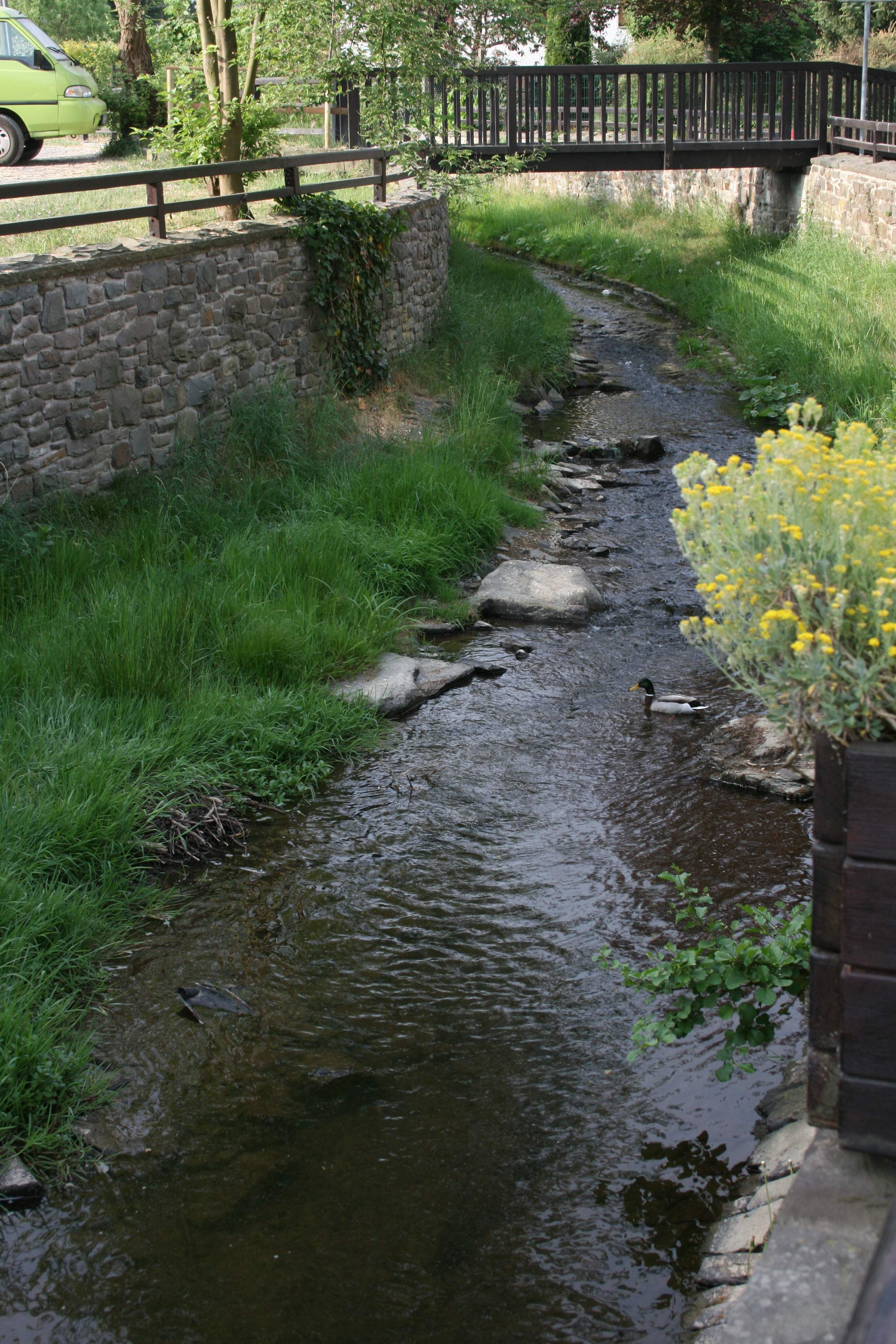
Der Eipbach in Eitorf

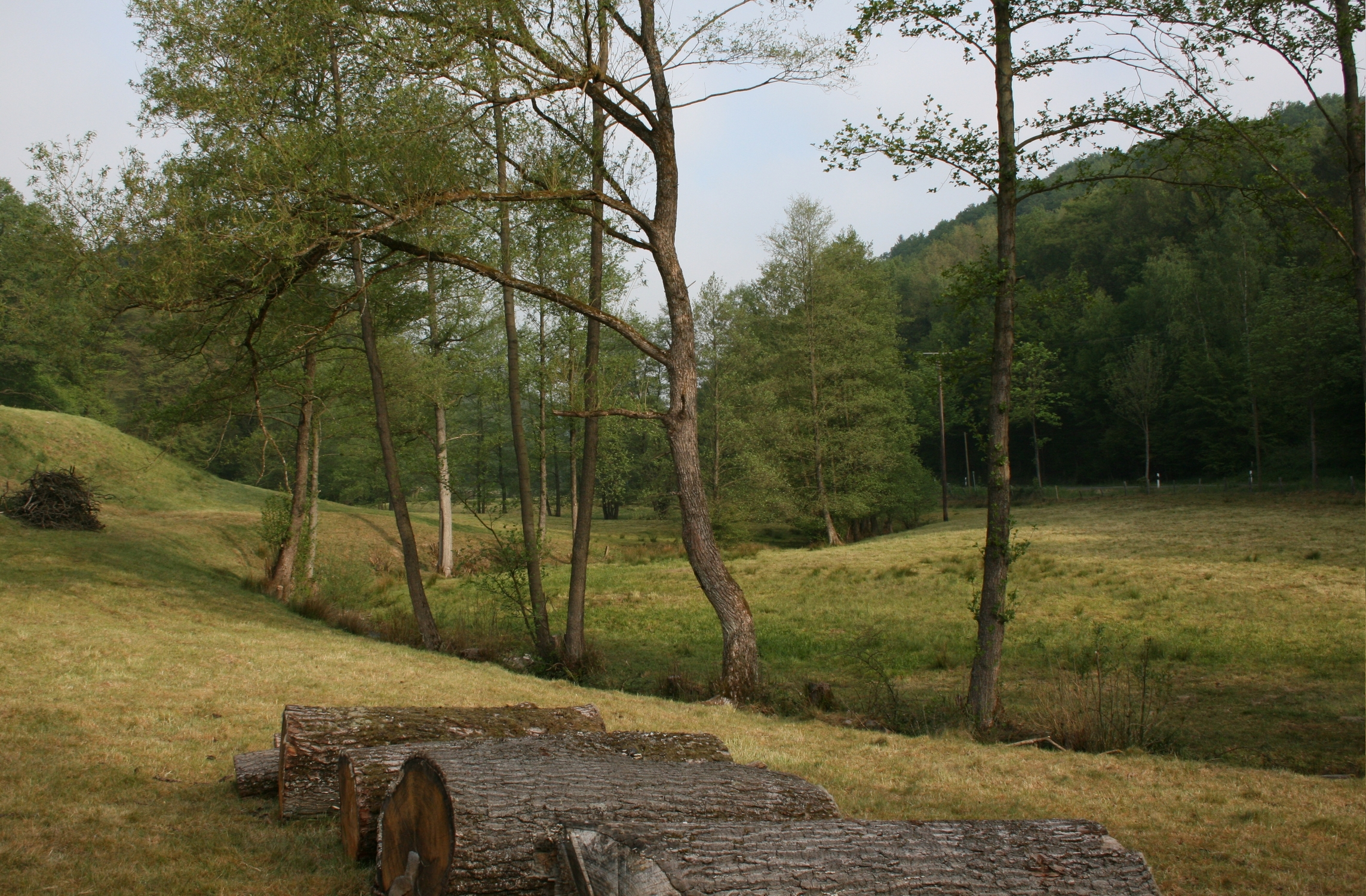
Der Ottersbach bei Mittelottersbach

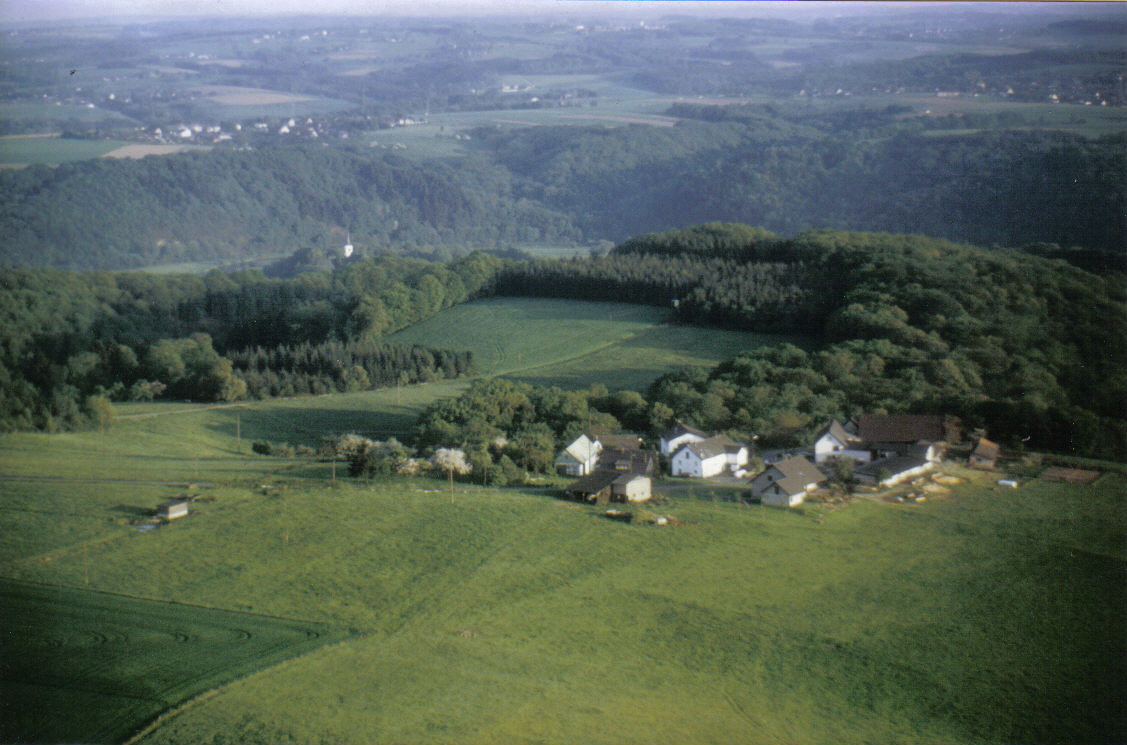
Die Mertener Höhe

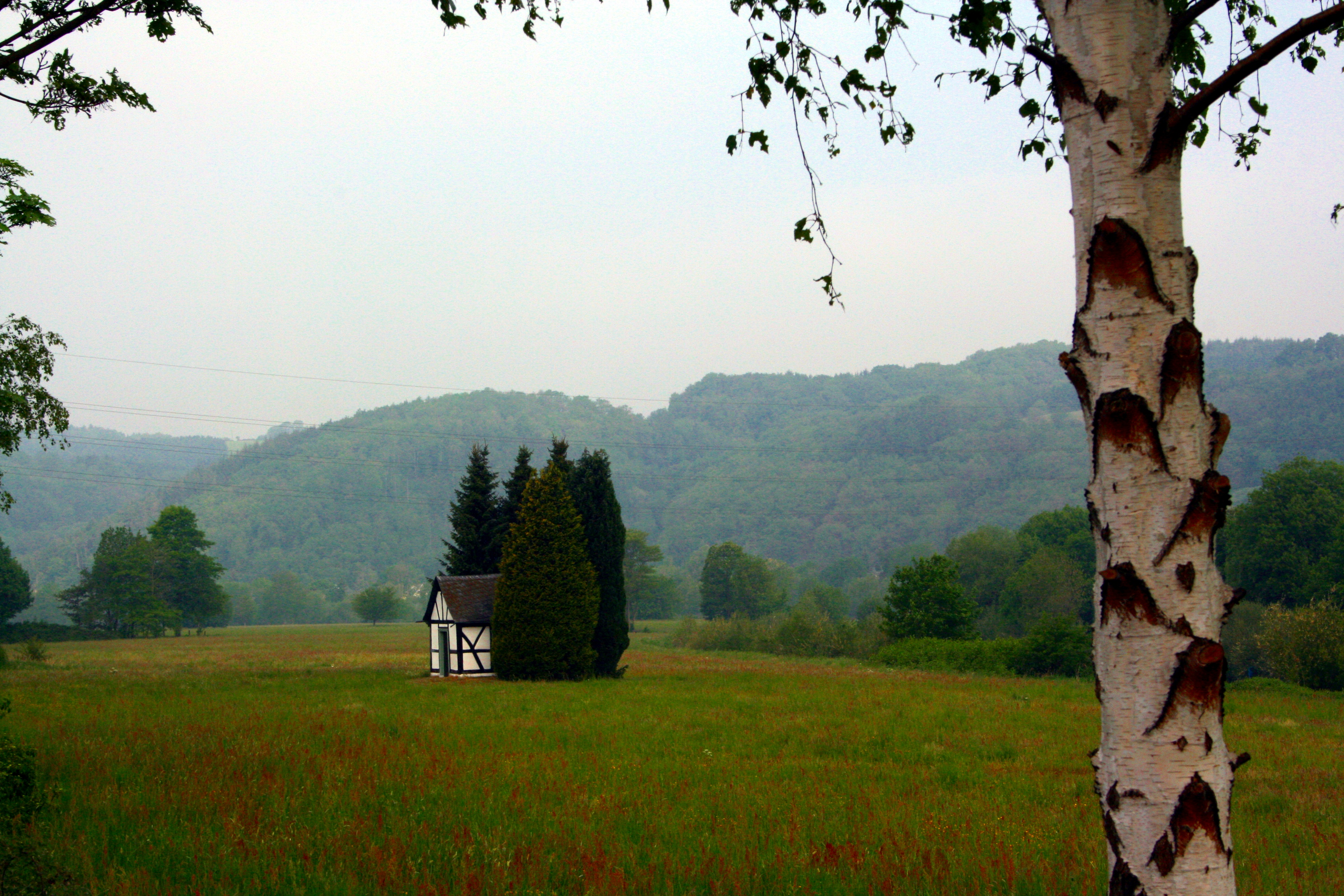
Das Heiligenhäuschen Halfterfähre

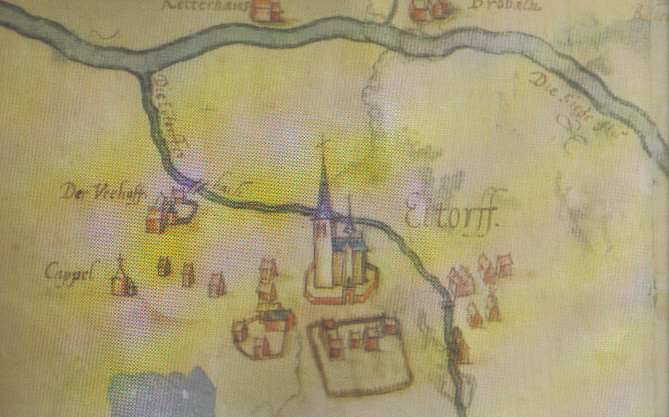
Eitorf in seiner ältesten Darstellung von Jordan von der Waye 1607

Eitorf ist eine Gemeinde und ein Mittelzentrum des östlichen (rechtsrheinischen) Rhein-Sieg-Kreises im Süden Nordrhein-Westfalens.

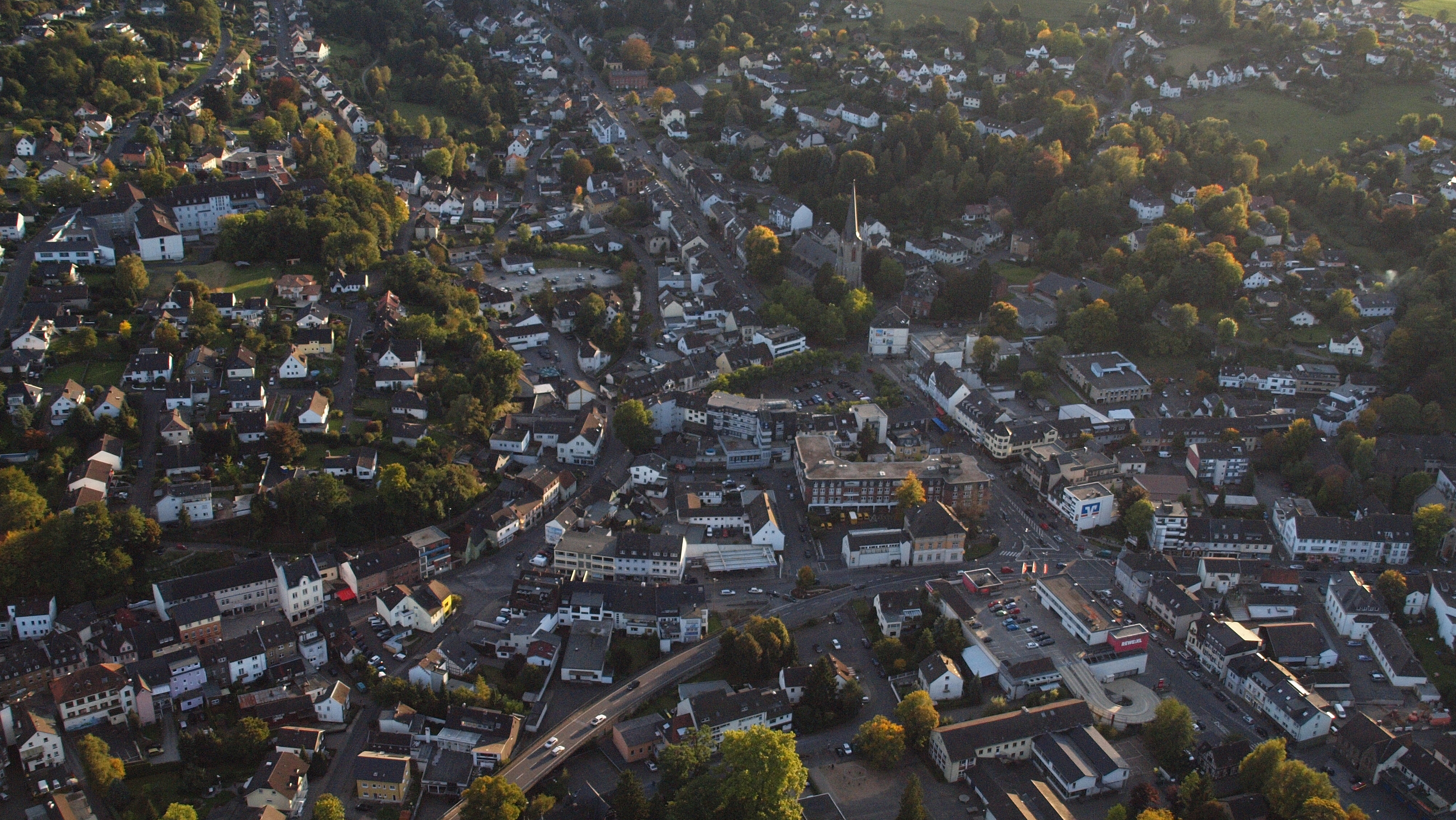
Eitorf, Ortszentrum

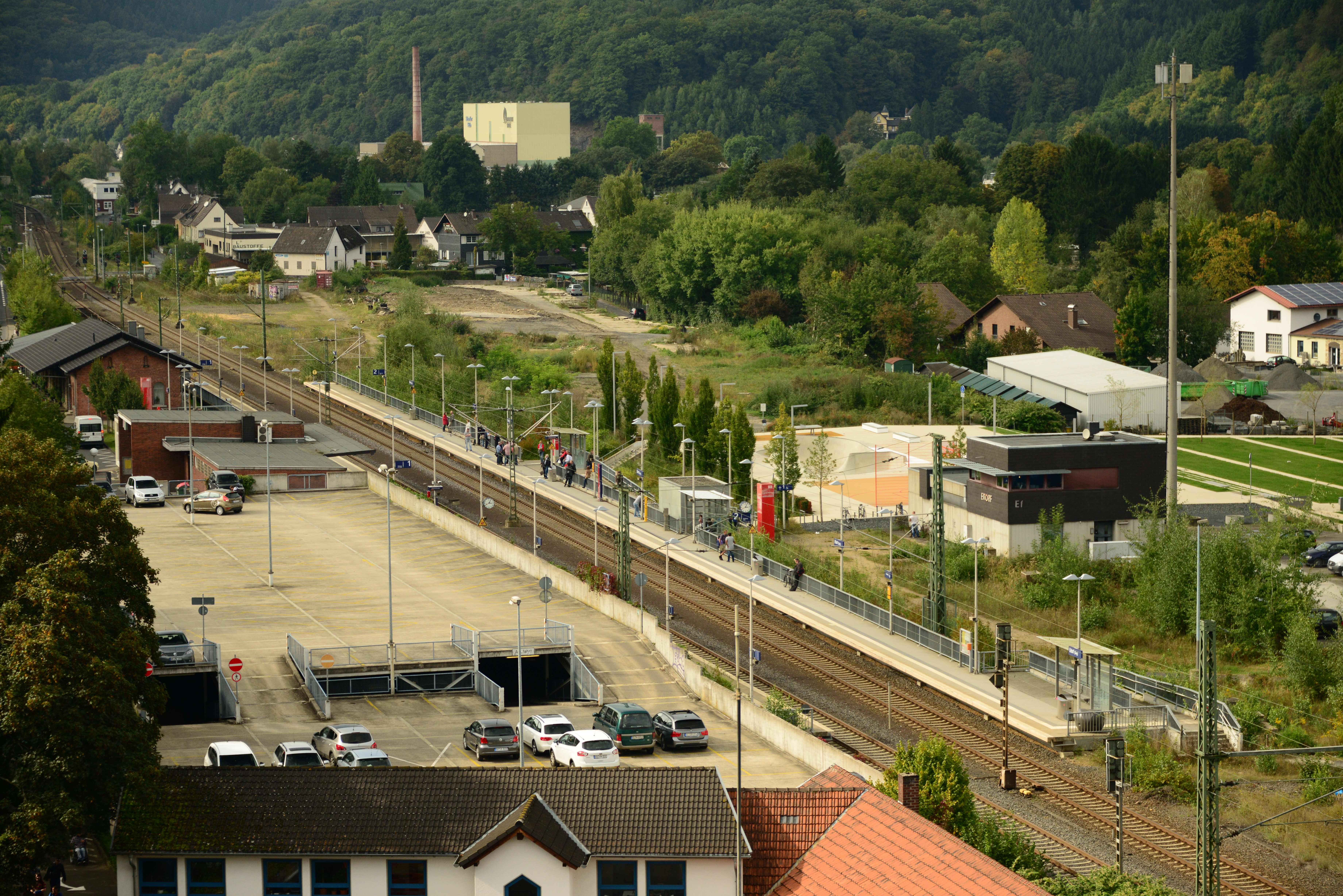
Luftaufnahme Bahnhof Eitorf

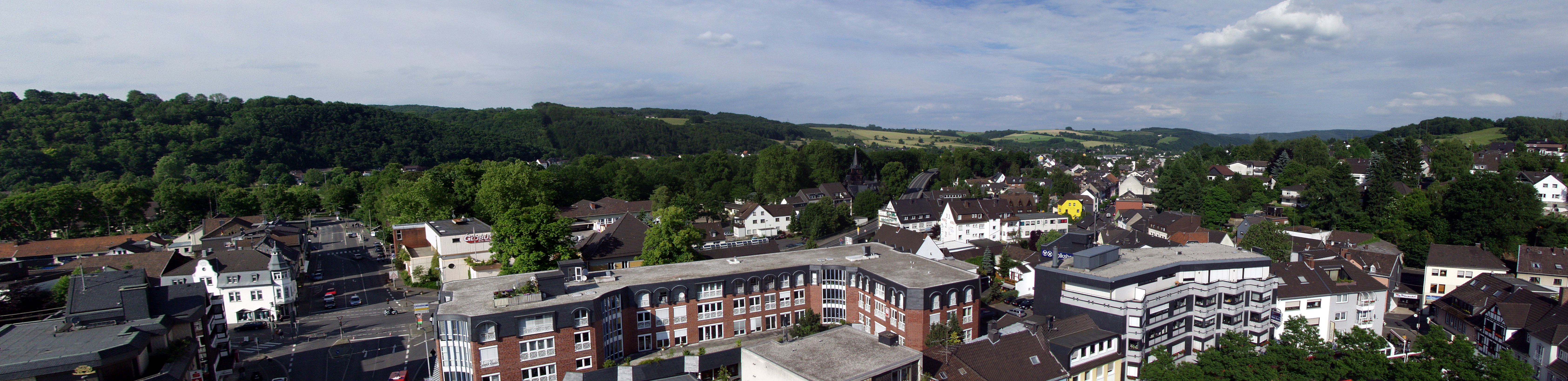
Eitorf Ortsmitte

## Geographie

### Geographische Lage
Eitorf ist am Mittellauf der Sieg im ehemaligen Auelgau gelegen. Die Gemeinde liegt zwischen Bergischem Land und Westerwald etwa 25 km östlich von Bonn und 50 km südöstlich von Köln. Die Nachbargemeinden sind im Norden die Gemeinde Ruppichteroth, im Osten die Gemeinde Windeck, im Süden die Ortsgemeinden Buchholz (Westerwald) und Kircheib in Rheinland-Pfalz und im Westen die Stadt Hennef.
Die Gemeinde wird südlich der Sieg vom namensgebenden Eipbach geteilt, nach dem außer Eipdorf auch Mühleip, Obereip und das außerhalb der Gemeinde liegende Kircheib benannt sind. Westlich davon fließt der Krabach, der die Grenze zur Kommune Hennef bildet. Im Norden der Sieg münden der Ottersbach und der Schmelzbach ein.
Der Hohe Schaden ist mit 388 m die höchste Erhebung der Gemeinde, weitere sind Hurst, die Küpp, der Richardsberg und die Höhensteine.

### Gemeindegliederung

#### Ortsteile
Neben dem Hauptort mit etwa 9980 Einwohnern besteht die Gemeinde Eitorf aus folgenden 57 Ortsteilen:
| Ortsteil         | Einw. |
| ---------------- | ----- |
| Alzenbach        | 815   |
| Bach             | 386   |
| Balenbach        | 18    |
| Baleroth         | 107   |
| Baumhof          | 4     |
| Bitze            | 994   |
| Blumenhof        | 3     |
| Bohlscheid       | 994   |
| Bruch            | 8     |
| Büsch            | 81    |
| Büsch bei Merten | 17    |
| Dickersbach      | 22    |
| Halft            | 1221  |
| Hatzfeld         | 21    |
| Hausen           | 88    |
| Hecke            | 39    |
| Heckerhof        | 12    |
| Hohn             | 8     |
| Hönscheid        | 55    |

| Ortsteil         | Einw. |
| ---------------- | ----- |
| Irlenborn        | 747   |
| Josefshöhe       | 16    |
| Käsberg          | 146   |
| Kehlenbach       | 104   |
| Keuenhof-Hove    | 554   |
| Köttingen        | 114   |
| Kreisfeld        | 11    |
| Lascheid         | 97    |
| Leye             | 3     |
| Lindscheid       | 303   |
| Lützgenauel      | 39    |
| Merten           | 368   |
| Mierscheid       | 69    |
| Mittelottersbach | 15    |
| Mühleip          | 1400  |
| Nannenhohn       | 15    |
| Nennsberg        |       |
| Niederottersbach | 58    |
| Obenroth         | 212   |

| Ortsteil        | Einw. |
| --------------- | ----- |
| Obereip         | 265   |
| Obereiper Mühle |       |
| Oberottersbach  | 45    |
| Plackenhohn     | 30    |
| Rankenhohn      | 193   |
| Richardshohn    | 7     |
| Rodder          | 104   |
| Rosenthal       | 4     |
| Scheidsbach     | 122   |
| Schellberg      | 10    |
| Schellenbruch   | 4     |
| Schmelze        | 36    |
| Siebigteroth    | 43    |
| Stein           | 228   |
| Wassack         | 279   |
| Weiden          | 4     |
| Welterode       |       |
| Wilbertzhohn    | 22    |
| Wilkomsfeld     | 7     |

#### Frühere Ortsteile
Frühere Ortsteile auf dem Gebiet der Gemeinde sind: Bonhof (untergegangen), Bourauel (j. Eitorf), Brasshof (sp. Bourauel), Brölerhof (untergegangen), Buch/Bücherhof (untergegangen), Delborn (untergegangen), Diedrichshof (j. Halft), Driesch (j. Wassack), Erlenbach (sp. Harmonie, j. Eitorf), Forst (j. Bitze), Halfterfähre (j. Alzenbach), Halftermühle (j. Halft), Happach (j. Bach), Harmonie (j. Eitorf), Hatzfeld, Hofstatt (untergegangen), Holzfurtermühle (unbekannt), Hombach (j. Eitorf), Huckenbröl (j. Eitorf), Hüppelröttchen (untergegangen), Jägeroth (j. Eitorf), Juckenbach (j. Wassack), Kau (j. Bach), Kelters (j. Eitorf), Oberbach (sp. Bach), Oberdorf (j. Eitorf), Oberhohn (j. Hohn), Linkenbach (j. Mühleip), Menden, Menghof (sp. Bourauel), Mosbach (untergegangen), Müllenacker (j. Halft), Niederbohlscheid (j. Bohlscheid), Oberbohlscheid (j. Bohlscheid), Ollichshof (untergegangen), Paulinenhof (untergegangen), Probach (j. Eitorf), Roth (sp. Untenroth, j. Eitorf), Schiefen (j. Eitorf), Schirmeshof (sp. Harmonie, j. Eitorf), Schützenau (j. Bach), Siegbrücke (j. Alzenbach), Sterzenbach (j. Bitze), Storch (untergegangen), Th(i)elenbach (untergegangen), Thomashof (untergegangen), Uhlenhof (untergegangen), Uhlersharth (untergegangen), Untenroth s. Roth, Viehhof, Weierhof (untergegangen), Weyerhof (j. Halft) und Wissbonnen (j. Halft).

## Geschichte

### Frühgeschichte
Ursprünglich war diese Gegend von den Sugambrern bewohnt, die von den linksrheinischen Römern vernichtend geschlagen wurden. Das Gebiet gehörte zur Germania Libera, dem unbesetzten germanischen Siedlungsgebiet. Danach bildeten sich aus den ebenfalls hier siedelnden Tenkterern und anderen Völkern die Franken, hier die Ripuarier, die über den Rhein drängten und erst als Gegner der Römer, später als deren Vasallen und dann als deren Erben Frankreich und später auch ganz Deutschland beherrschten. Siedlungsneugründungen der Franken mit Endungen -ingen folgten, im Gemeindegebiet ist hierzu nur noch Köttingen ein Beispiel (danach drängten die Sachsen aus dem Norden vor, sichtbar an den Ortsnamen -hausen). Bei der Teilung des fränkischen Reiches unter Karl dem Großen gehörte diese Gegend erst zum Reich Ludwigs dem Deutschen, später bis zur Aufteilung aber auch zum Reich Lotharingen. Es bildet sich der Auelgau unter den lothringischen Ezzonen. Unter den Ottonen gehörte die Gegend zum Herzogtum Niederlothringen im Heiligen Römischen Reich. Unter Kaiser Maximilian gehörte der Rhein-Sieg-Kreis zum Niederrheinischen Kreis, der über die Maas bis Bremen reichte. Später entstand hier das Herzogtum Berg.

### Mittelalter
Erstmals urkundlich erwähnt wird Eitorf in einer Urkunde des römisch-deutschen Königs Konrad III. aus dem Jahr 1144, in der dem Stift Vilich bestätigt wird, aus pfalzgräflichem Erbe im Jahre 978 unter anderem die Villa Eidtorph erhalten zu haben.
Neben einigen Sattelhöfen und Rittersitzen, z. B. dem Weyerhof, dem Viehhof, Burg Welterode und Probach gab es die kleine Wasserburg Welterode, deren Erneuerungsbau heute noch an der Asbacher Straße steht.
In Merten gab es eine alte Burg, bei der wahrscheinlich auch das erste Kloster Merten stand. Deren Standort war vermutlich in Höhe des Eisenbahneinschnitts gelegen. Die neue Burg und das neue Kloster Merten liegen wieder nebeneinander am Ortseingang von Merten.
In Forst gab es wahrscheinlich eine Burg, die den Weg durch den kaiserlichen Wald nach Forstmehren (Ww.) überwachte. Dort wurden vermutlich auch Münzen geprägt. Heute erinnert nur die Straßenbenennung Zur alten Burg zwischen Forst und dem Weiler Nennsberg an diese Überlieferung.
Reste eines mittelalterlichen Verhüttungsplatzes treten am südöstlich gelegenen Schlackeberg zutage.

### Neuzeit
Im 16. Jahrhundert wurde Eitorf Sitz des Landgerichtes.
Auch Eitorf blieb vom Dreißigjährigen Krieg nicht verschont, 1631 starb hier jeder Dritte. Von 1688 bis 1697 war der Ort vom Pfälzischen Erbfolgekrieg, 1701 bis 1714 vom Spanischen Erbfolgekrieg und 1740 bis 1748 vom Österreichischen Erbfolgekrieg betroffen, jeweils mit Durchmarsch feindlicher oder befreundeter und Verpflegung fordernder Truppen.
Vor 1806 gehörte das Kirchspiel Eitorf zum Amt Blankenberg. Die flächengleiche kommunale Gemeinde war bis 1744 unterteilt in die Honschaften Eitorf, Halft, Alzenbach, Sterzenbach, Linkenbach, Obereip, Lindscheid, Irlenbach, Merten, Thielenbach und Rankenhohn. Danach gab es nur noch die den heutigen Gemarkungen entsprechenden Honschaften oder Gemeinden Eitorf, Halft, Linkenbach und Merten. Im Jahr 1744 wurde auch das Landgericht Eitorf mit denen von Hennef-Geistingen und Neunkirchen zusammengelegt, Sitz des Gerichtes wurde Hennef-Warth.

### Französische Herrschaft
Im Jahr 1806 übergab der Landesherr Maximilian I. von Bayern das Herzogtum Berg an Napoleon. Im neu errichteten Großherzogtum Berg wurde Eitorf 1808 Verwaltungssitz des Kantons Eitorf mit den Munizipalitäten Eitorf, Herchen, Ruppichteroth und Much. Der Kanton Eitorf gehörte zum Département Sieg im Arrondissement Siegen. Ab Herbst 1809 bis März 1810 kam es zu einer von Fußhollen ausgehenden Typhusepidemie. Anfang 1813 gehörte Eitorf zum Operationsgebiet der Akteure des sogenannten „Knüppelrussenaufstands“, einer gescheiterten Volkserhebung gegen die erneute Konskription von Rekruten für den Russlandfeldzug der Grande Armée.

### Preußische Herrschaft
Im Jahr 1813 entstand nach Napoleons Niederlage vorübergehend als preußischer Verwaltungsbezirk das Generalgouvernement Berg. Im Jahr 1814 wurde das Großherzogtum Berg mit anderen Gebieten in vier Kreise aufgeteilt, die von Direktoren geführt wurden. Der Kanton Eitorf gehörte jetzt zum Kreis Wipperfürth und beinhaltet die Mairies (spätere Bürgermeistereien) Eitorf, Herchen, Much und Ruppichteroth. Seit 1816 gehörte Eitorf zur Provinz Jülich-Kleve-Berg. Der Verwaltungsbezirk der Bürgermeisterei Eitorf umfasste die Spezialgemeinde Eitorf und die neu geschaffene Gemeinde Merten. Aus den Kantonen Hennef und Eitorf wurde der Kreis Uckerath gegründet. Im Jahr 1822 entstand aus den beiden preußischen Provinzen das Rheinische Oberpräsidium mit Sitz in Koblenz. Im Jahr 1820 wurden die Kreise Siegburg und Uckerath zum Kreis Siegburg vereint und 1825 in Siegkreis umbenannt. Im Jahr 1830 wurde das Rheinische Oberpräsidium in Rheinprovinz umbenannt.
In der ersten Hälfte des 19. Jahrhunderts lag Eitorf noch sehr abgeschieden, erst im Jahrzehnt ab 1855 machte der Straßenbau hier nennenswerte Fortschritte. Von 1859 bis 1860 erfolgte der Bau der Siegtaleisenbahn, der die Dörfer an der Sieg verkehrstechnisch besser erreichbar machte.
Im Jahr 1876 wurde aus dem seit der französischen Zeit bestehenden Friedensgericht das Amtsgericht Eitorf gebildet. 1894 bestand die Bürgermeisterei Eitorf (ab 1927 Amt) aus den Gemeinden Eitorf, Merten und Halft mit insgesamt 65 Ortsteilen, die 1935 zur amtsfreien Gemeinde Eitorf vereinigt wurden.
Im Jahr 1894 gab es das erste Automobil in Eitorf.

### Erster Weltkrieg
Im Ersten Weltkrieg starben circa 300 Eitorfer Bürger als Soldaten im Krieg. Während der Rheinlandbesetzung war Eitorf von 1918 bis 1926 Grenzort zur französischen Besatzungszone, die bis Stadt Blankenberg reichte.

### Zweiter Weltkrieg
Eitorf war 1945 das Ziel zweier schwerer Bombenangriffe. Der Ortskern wurde dabei weitgehend zerstört und viele Bewohner getötet.
Am 26. März 1945 wurde das südliche Gemeindegebiet den amerikanischen Besatzungstruppen überlassen. Die Brücken Merten, Bourauel, Kelters und mittags als letztes die bei Alzenbach wurden gesprengt. Die Alliierten standen auf dem Lindscheid und nahmen durch Tiefflieger- und Artilleriebeschuss fast alle Ortsteile unter Feuer. Die Gemeindeverwaltung war nach Bourauel und Kelters verlegt worden und zog sich ins Hatzfeld zurück. Die Bevölkerung hatte den Hauptort verlassen.

### Bis heute
Seit dem 1. August 1969 gehört Eitorf zu dem mit Teilen des Landkreises Bonn zusammengelegten Rhein-Sieg-Kreis. Gebietsveränderungen hat Eitorf bis auf eine Grenzbereinigung im Krabachtal (Eingliederung eines Teils der aufgelösten Gemeinde Uckerath) nicht erfahren. Allerdings wurde bei der Reform das Amtsgericht Eitorf zugunsten des Amtsgerichts Siegburg aufgelöst.
Im Jahr 2005 verlegte „Wolle Schöller“ seine Produktion ins Ausland. Auf dem Unternehmensgelände siedelten sich viele kleine Firmen an.
Der Automobilzulieferer ZF hat ein Werk in Eitorf. Dort werden Stoßdämpfer produziert und entwickelt, unter anderem für Porsche und VW. Das Werk schließt spätestens Ende 2027; bis dahin fallen 690 Arbeitsplätze weg. ZF ist der größte Arbeitgeber in der Region. Eitorf gilt als strukturschwach und als eine der ärmsten Kommunen in NRW. Die Arbeitslosenquote ist hoch und das Durchschnittseinkommen niedrig.

### Einwohnerentwicklung
| Jahr      | 1814 | 1816 | 1825 | 1828 | 1829 | 1871 | 1875 | 1890 | 1895 | 1905 | 1925 | 1933 | 1950   | 1961   | 1968   | 1991   | 2006   | 2011   | 2024   |
| Einwohner | 3383 | 3602 | 4015 | 4063 | 3914 | 5412 | 5730 | 6891 | 7675 | 7323 | 8302 | 8652 | 11.611 | 13.008 | 14.513 | 16.427 | 19.741 | 18.762 | 19.172 |

## Religionen

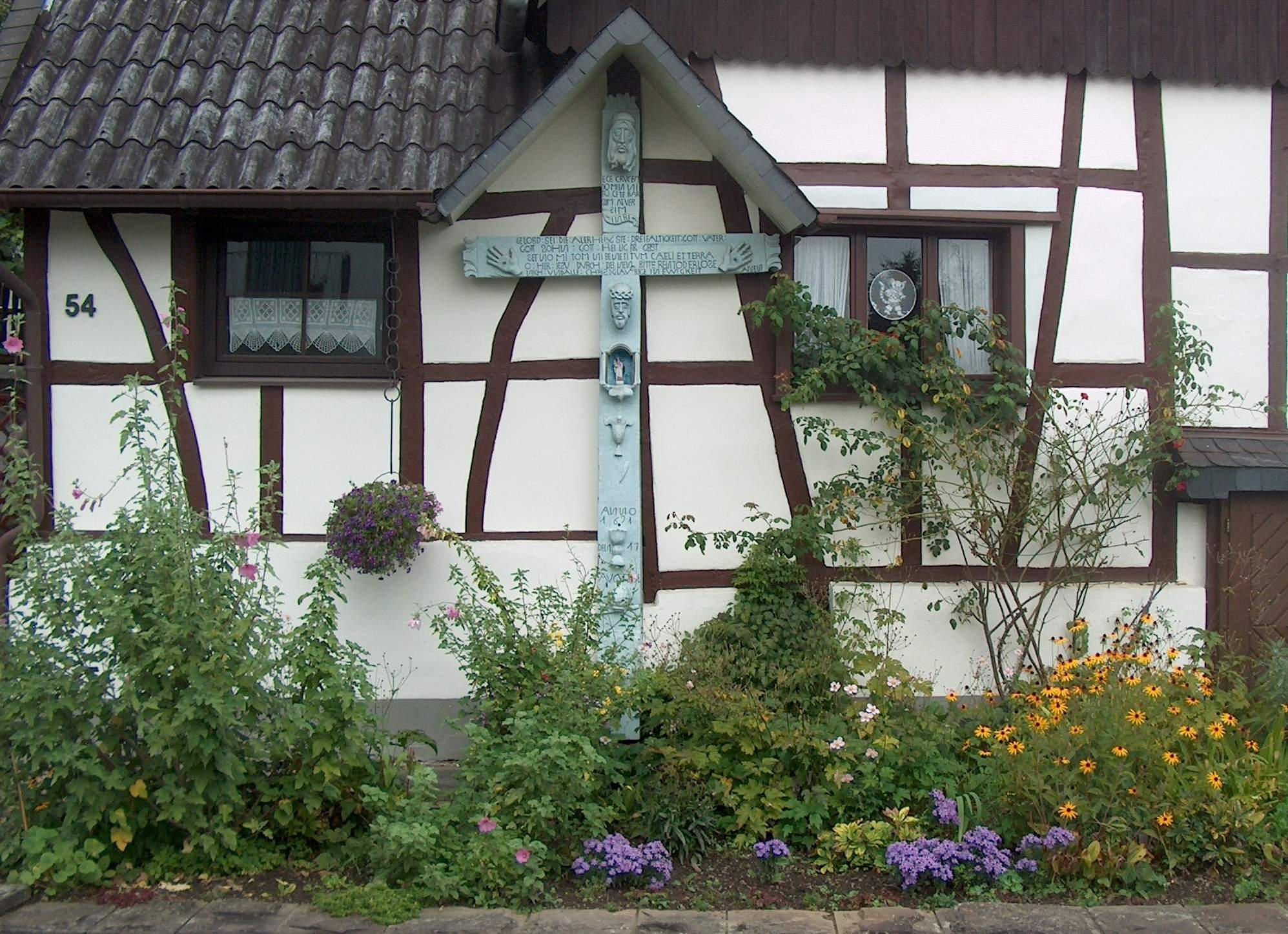
Dorfkreuz in der Bouraueler Straße

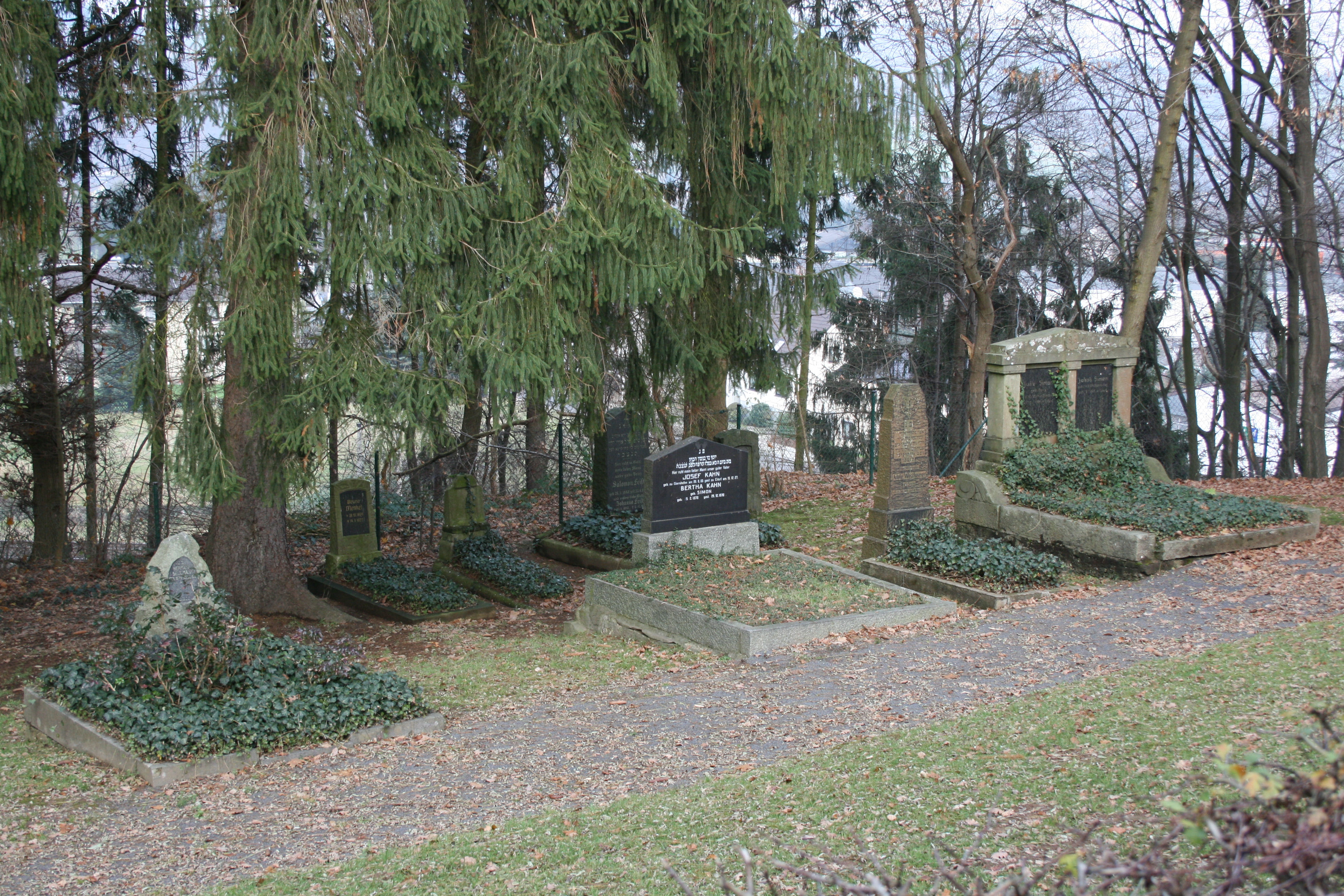
Der jüdische Friedhof Am Ersfeld

Neben der ursprünglichen katholischen Religion hat sich aus Zuwanderern der Grafschaft Sayn (Seinsche), Verwaltungsbeamten und Flüchtlingen auch eine evangelische Gemeinde gebildet. Bis zur Shoa gab es auch eine kleine jüdische Gemeinde, die seit 1893 einen Betsaal in der Leienbergstraße 10 und seit 1918 einen eigenen Friedhof unterhielt. Inzwischen hat sich neben weiteren christlichen Gemeinden der Terebinthe, Neuapostolischen Kirche, Evangelischen Freikirche und der Zeugen Jehovas auch eine große muslimische Gemeinde mit eigenem Gebetshaus etabliert.

### Katholische Gemeinden
- Katholische Pfarrgemeinde St. Patricius Eitorf
  - St. Patricius im Ortskern, Schoellerstraße
  - St. Josef, St.-Josef-Straße (ehem. Ortsteil „Harmonie“)
  - St. Agnes in Eitorf-Merten
- Katholische Pfarrgemeinde St. Aloysius Mühleip
  - St. Aloysius in Eitorf-Mühleip
  - St. Franziskus Xaverius in Eitorf-Obereip
- Katholische Pfarrgemeinde St. Petrus Canisius
  - St. Petrus Canisius in Eitorf-Alzenbach

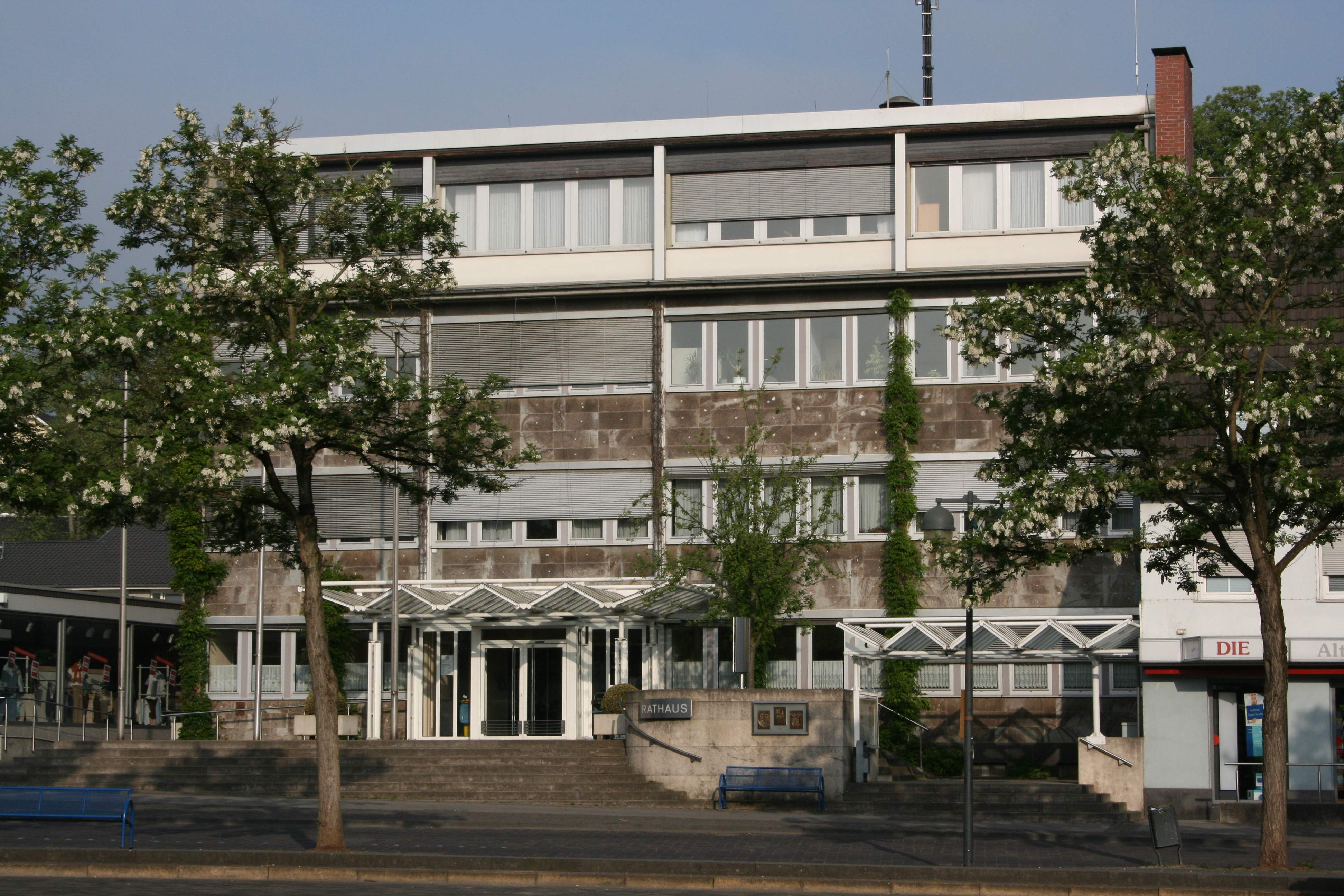
Das Eitorfer Rathaus steht direkt am Marktplatz

### Evangelische Gemeinden
- Evangelische Kirchengemeinde Eitorf
  - Evangelische Kirche im Ortskern, Bahnhofstraße

### Freikirchliche Gemeinden
- „Terebinthe“
  - Gemeindezentrum im Ortskern, Brückenstraße

### Neuapostolisch Gemeinde
- Neuapostolische Kirche

## Politik

### Gemeinderat
Der Gemeinderat ist die kommunale Volksvertretung der Gemeinde Eitorf. Über die Zusammensetzung entscheiden die Bürger alle fünf Jahre. Die letzte Wahl fand am 13. September 2020 statt.

### Gemeindedirektoren
- 1946–1960 Bernhard Drees
- 1960–1972 Heinrich Lichius (SPD)
- 1972–1975 Schubert
- 1975–1987 Franz-Josef Welter (CDU)
- 1987–1995 Lothar Gorholt (parteilos)

### Bürgermeister

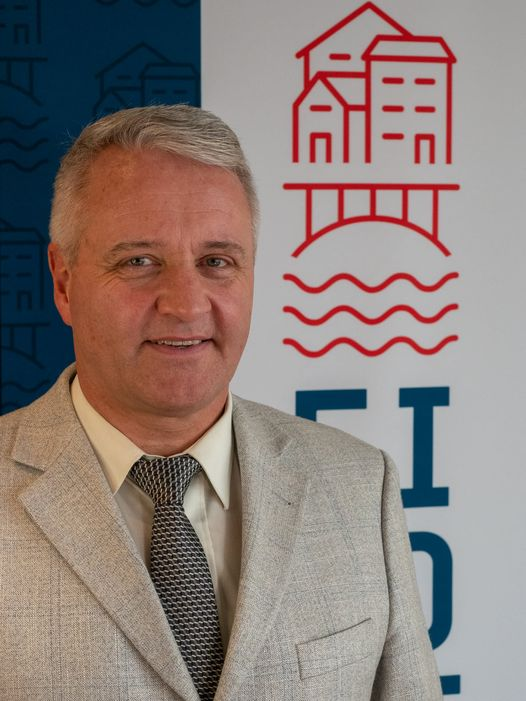
Bürgermeister Rainer Viehof

Seit 1995 ist in Eitorf die Doppelspitze abgeschafft und der Bürgermeister wieder – wie bereits vor 1946 – Hauptverwaltungsbeamter.
| Amtszeit       | Bürgermeister            | Ehrungen                                                                 |
| -------------- | ------------------------ | ------------------------------------------------------------------------ |
| 1797–1801      | Reiner Komp              | /                                                                        |
| 1801–1808      | ? Miebach                | /                                                                        |
| 1808–1815      | Reiner Komp              | 1. Ehrenbürger des Kantons, Kreuz der Ehrenlegion                        |
| 1815–1830      | Johann Peter Schildgen   | /                                                                        |
| 1830–1845      | Heinrich Engels          | /                                                                        |
| 1845–1871      | Mathias Engels           | /                                                                        |
| 1871–1892      | Jacob Müller             | Jakobstraße, Müllerstraße und Müllerweg                                  |
| 1892–1918/1923 | Gustav Adolf Wienecke    | Wieneckestraße                                                           |
| 1923–1932      | Theodor Weber            | /                                                                        |
| 1932–1945      | Anton Ohligs             | /                                                                        |
| 1945–1949      | Peter Etzenbach, CDU     | Peter-Etzenbach-Straße                                                   |
| 1949–1950      | Mathias Deutsch, Zentrum | /                                                                        |
| 1950–1951      | Josef Clarenz            | /                                                                        |
| 1951–1956      | Mathias Deutsch, Zentrum | /                                                                        |
| 1956–1958      | Heinrich Lichius         | Heinrich-Lichius-Straße                                                  |
| 1958–1961      | Josef Clarenz            | /                                                                        |
| 1961–1964      | Peter Etzenbach, CDU     | s. o.                                                                    |
| 1964–1969      | Heinrich Decker, SPD     | /                                                                        |
| 1969–1984      | Heinz-Josef Nüchel, CDU  | Großes Verdienstkreuz des Verdienstordens der Bundesrepublik Deutschland |
| 1984–1989      | Heinrich Lichius, SPD    | s. o.                                                                    |
| 1989–1995      | Gertrud Diwo, CDU        | /                                                                        |
| 1995–2004      | Peter Patt, CDU          | Peter-Patt-Grundschule                                                   |
| 2004–2020      | Rüdiger Storch, FDP      | /                                                                        |
| seit 2020      | Rainer Viehof, parteilos | /                                                                        |

### Wappen
Das Recht zur Führung des Wappens der Gemeinde Eitorf wurde am 17. September 1934 durch das preußische Staatsministerium des Inneren in Berlin verliehen.
| Wappen von Eitorf | Blasonierung: „Das Gemeindewappen ist gespalten und vorn geteilt von Silber und Rot; oben ein wachsender, blau bewehrter, roter Löwe, unten nebeneinander zwei aufgerichtete goldene Eicheln; hinten in Blau auf grünem Boden ein silberner Kirchturm mit rotem Spitzdach und goldener Wetterfahne.“ |
| Wappen von Eitorf | Wappenbegründung: Der wachsende bergische Löwe weist auf die frühere Zugehörigkeit Eitorfs zum Herzogtum Berg hin. Die Eicheln waren bereits in dem 1580 verliehenen Eitorfer Gerichtssiegel des ehemaligen Gerichtssitzes (Dingstuhls) Eitorf enthalten. Der silberne Turm stellt den alten Turm der im Jahre 1167 konsekrierten Pfarrkirche auf dem Marktplatz dar. Nachdem die Kirche im Jahr 1889 abgebrochen wurde, stand der Turm als Wahrzeichen Eitorfs, bis er am 17. März 1945 einem Bombenangriff zum Opfer fiel. |

### Städtepartnerschaften
- Seit 1974 Partnerschaft mit der französischen Gemeinde Bouchain
- Seit 1994 Partnerschaft mit dem englischen Küstenort Halesworth

### Finanzen
Die pro Kopf-Verschuldung der Gemeinde betrug 2014 2375 Euro.

## Kultur und Sehenswürdigkeiten

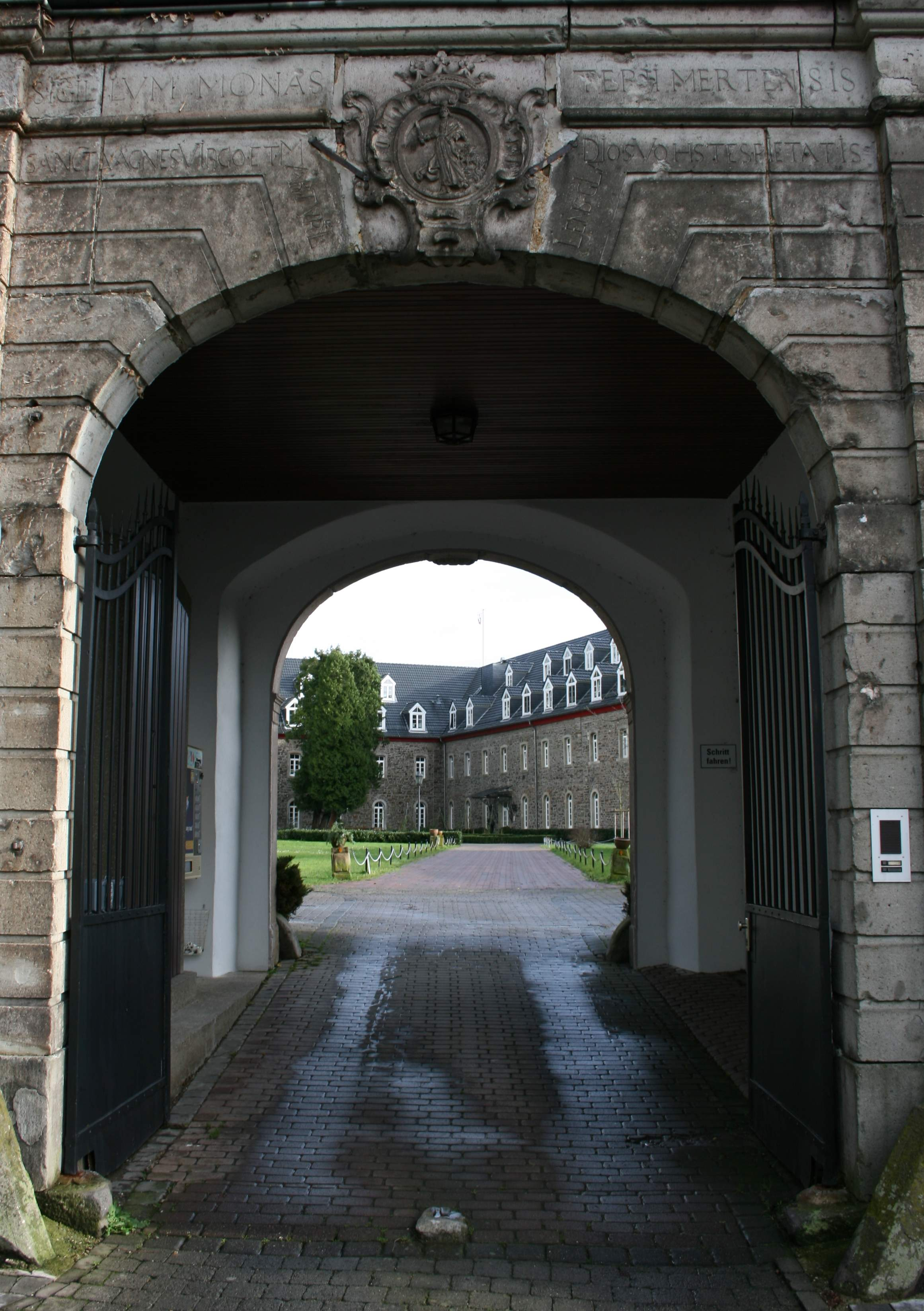
Die alte Toreinfahrt von Kloster Merten

### Bauwerke

Gedenkstele auf dem Jüdischen Friedhof

- Kloster Merten
- Burg Merten
- Villa Boge
- Burg Welterode
- Villa Gauhe
- Alter Friedhof
- Kirchen und Kapellen
- Wegekreuze

### Naturdenkmäler
- Stieleiche in Kreisfeld 10, ein mehr als 260 Jahre alter Baum von ca. 26 m Höhe
- Stieleiche in der Edmund-Lohse-Straße 17, ein ca. 260 Jahre alter Baum

### Naturschutzgebiete
- Basaltsteinbruch Eitorf-Stein[17]
- Siegaue[18]
- Silikatfelsen an der Sieg[19]
- Wälder auf dem Leuscheid[20]

Außerdem lebt in Eitorf eine große Population der Großen Mausohrfledermäuse. Etwa 200 Exemplare siedeln im Dachgeschoss des alten evangelischen Pfarrhauses, welches nach deren Entdeckung vom Naturschutzbund Deutschland baulich optimiert und angemietet wurde.

### Regelmäßige Veranstaltungen

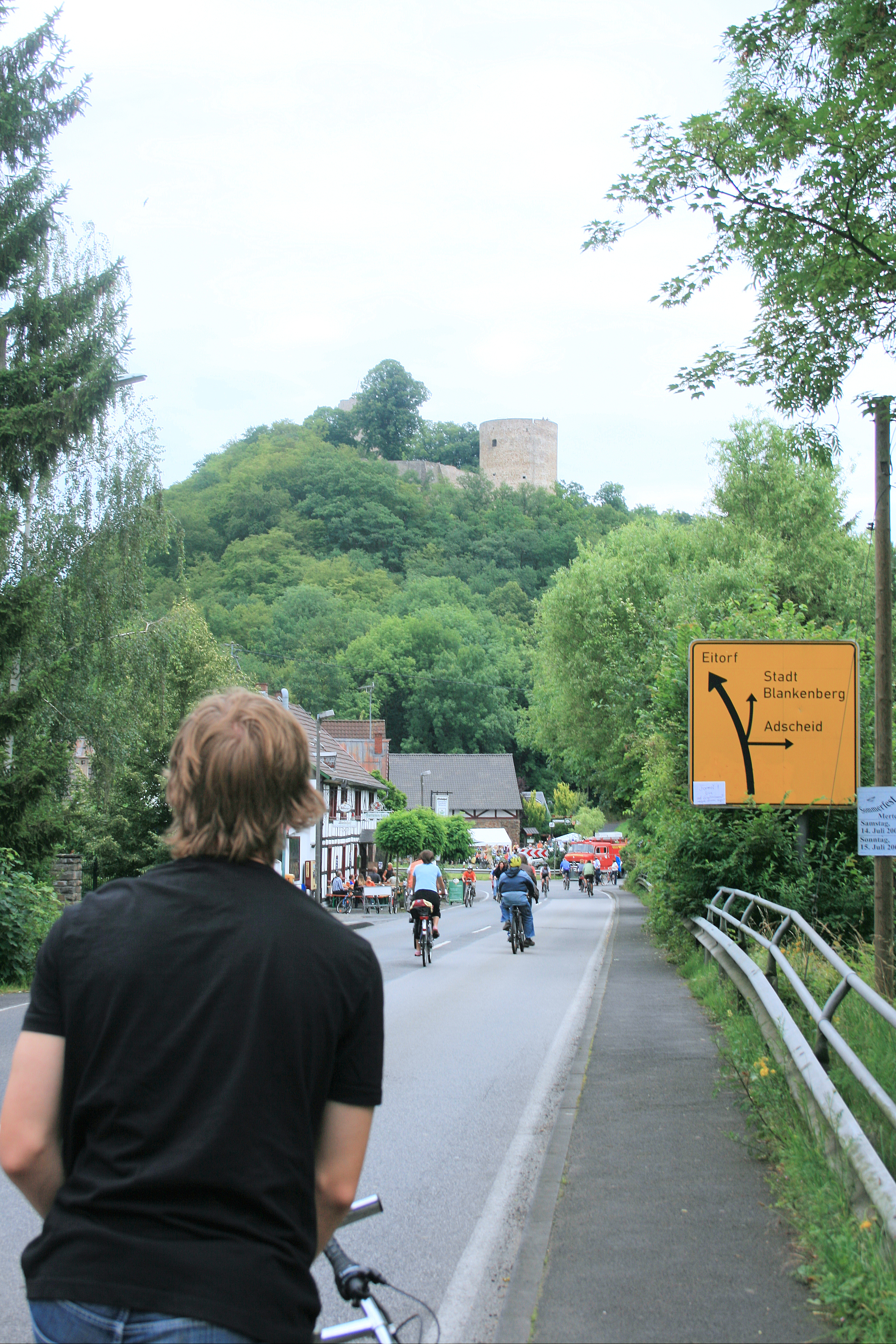
Bei Siegtal pur sind nur Radfahrer, Skater und Fußgänger erlaubt.

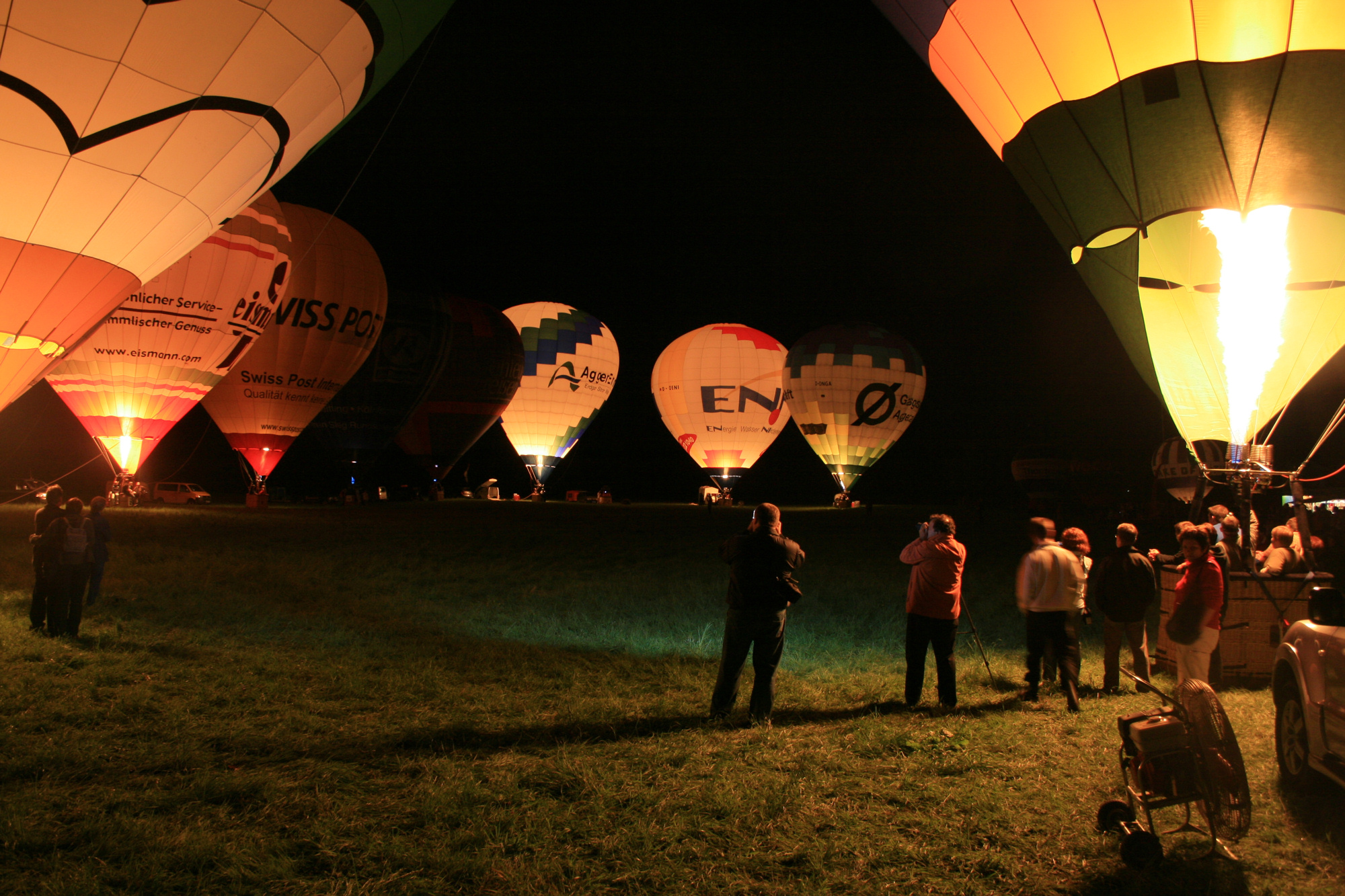
Am Ballonglühen 2007 nahmen zwölf Ballone und drei Modellballone teil.

KarnevalDer rheinische Karneval hat hier am Rand des Westerwalds einen letzten Höhepunkt mit zahlreichen Karnevalssitzungen, einem Mini-Veedelszug in Eitorf-Käsberg am Samstag, sowie einem Mini-Veedelszug in Eitorf-Bourauel am Sonntag und einem großen Zug in Eitorf-Zentrum am Rosenmontag. Der traditionelle Narrenruf lautet „Eitorf Alaaf“.
KanuwettbewerbIm März und/oder April richten auf der Sieg die Wasserfreunde Köln 1931 einen offenen, auch international besetzten Kanuwettbewerb zur Eröffnung der Saison aus. Es ist nach Aussage der Veranstalter der zweitgrößte in Deutschland.
Eitorfer FrühlingAusstellung der ansässigen Handwerker Anfang Mai.
Siegtal PurEs ist ein gemeinsamer autofreier Tag der Siegtalgemeinden von Siegburg bis Netphen mit Sperrung für den Kraftfahrzeugverkehr und freier Fahrt für Fahrradfahrer und Skater. Die landschaftlich schöne Strecke zwischen Siegauen und Felswänden in Hennef und Windeck hat ihren Mittelpunkt in Eitorf.
Wallfahrt nach MarienthalFußwallfahrt im Juli nach Kloster Marienthal (Westerwald) durch die Leuscheid über Weyerbusch, Birnbach, Wölmersen und Hilgenroth.
Fest der internationalen BegegnungDas Fest der internationalen Begegnung findet alle zwei Jahre an einem Samstag im Sommer statt. Es werden Tänze und Musik geboten.
Feez Om MaatFeez om Maat ist eine Open-Air-Veranstaltung der KG Turm-Garde Eitorf e. V., welche alle zwei Jahre auf dem Marktplatz stattfindet. Auf der Bühne standen hier bereits kölsche Musikgrößen, wie Cat Ballou, Paveier, Querbeat, Kasalla, Funky Marys, Klüngelköpp, Domstürmer oder auch Druckluft.
Eitorfer KirmesDas seit 1145 jährlich stattfindende Volksfest ist das größte im Rhein-Sieg-Kreis.
Oktoberfest der Feuerwehr Eitorf/der KG PatriciusEtabliert hat sich das immer im an einem Samstagabend im Oktober stattfindende Oktoberfest der Freiwilligen Feuerwehr Eitorf. Im bayerisch gestalteten Feuerwehrhaus sowie dem davor aufgestellten Festzelt wird zünftig im typisch bayerischen Stil gefeiert. In dem Jahr 2022 wurde die Veranstaltung erstmals von der Karnevalsgesellschaft St. Patricius e. V. in der „Frankenhalle“ in Alzenbach veranstaltet, da die Freiwillige Feuerwehr mit dem Einzug in die neue Feuerwache die Veranstaltung abgab.
Kunstpunkte
Am dritten Oktoberwochenende veranstalten Eitorfer Geschäfte des Aktivkreises, ortsansässige Maler und Bildhauer und auch Musiker ein Wochenende der Kunst im gesamten Ortskern.
WeihnachtsmarktDer Weihnachtsmarkt findet jedes Jahr im Ortskern (Marktplatz) am ersten Adventswochenende (freitags bis sonntags) statt.
SonstigeDaneben finden sich vor allem im Sommer jedes Wochenende zahlreiche Wald-, Dorf-, Straßen-, Sänger- und Vereinsfeste, darunter auch Traditionelles wie Tanz in den Mai, Pfingsteiersingen, St.-Martins-Umzüge und einen Erntedankzug. Daneben gibt es dienstags und freitags einen kleinen Wochenmarkt und Trödelmärkte.
Von 1991 bis 2014 organisierten Erika und Reiner Schröder auf den Eitorfer Siegwiesen „Pletsch Wasem“ im Sommer regelmäßig Heißluftballon-Freundschaftstreffen mit Massenstarts der Ballone.

## Sport
Im Zentralort gibt es einen Kunstrasenplatz, eine Tennishalle sowie zahlreiche Sporthallen und Sportplätze, einen Golfplatz, zwei Schießstände und zwei Gelände für Feldbogen. Es gibt in der Gemeinde zahlreiche Sportvereine, darunter fünf Fußballvereine, zwei Schützenvereine und zwei Tauchvereine, außerdem einen Reitverein in Lindscheid.
Das Hermann-Weber-Bad in Eitorf wurde in den 1970er Jahren erbaut und diente seitdem als Freizeiteinrichtung. Aufgrund erheblicher baulicher Mängel begann im Oktober 2017 eine umfassende Sanierung, die sowohl das Schwimmbad als auch die angrenzende Turnhalle umfasste. Das Bad wurde am 21. August 2022 wieder für den öffentlichen Badebetrieb geöffnet.

## Wirtschaft und Infrastruktur

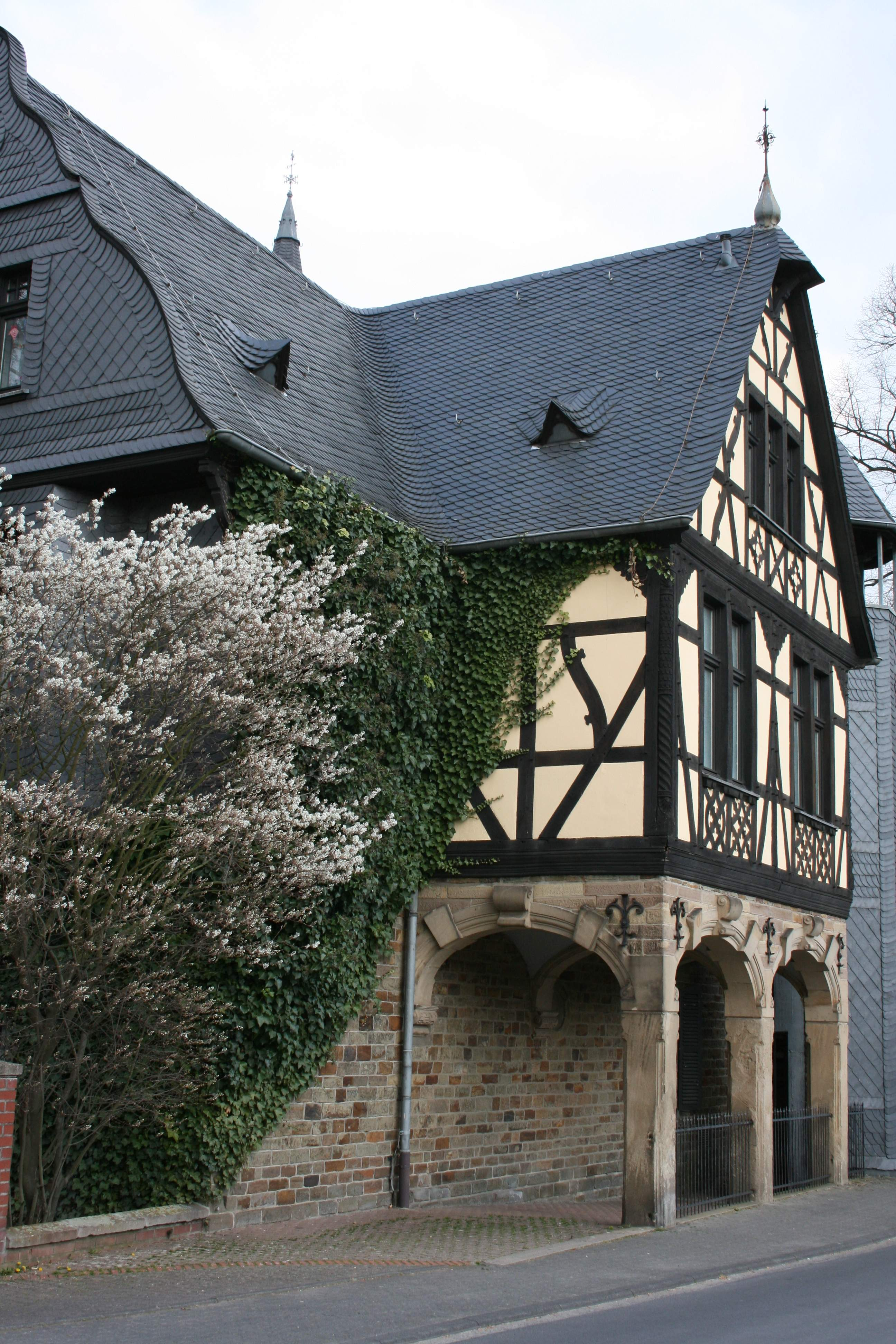
Die ehemalige Villa des Fabrikanten Julius Gauhe wird heute als CBT-Wohnheim benutzt.

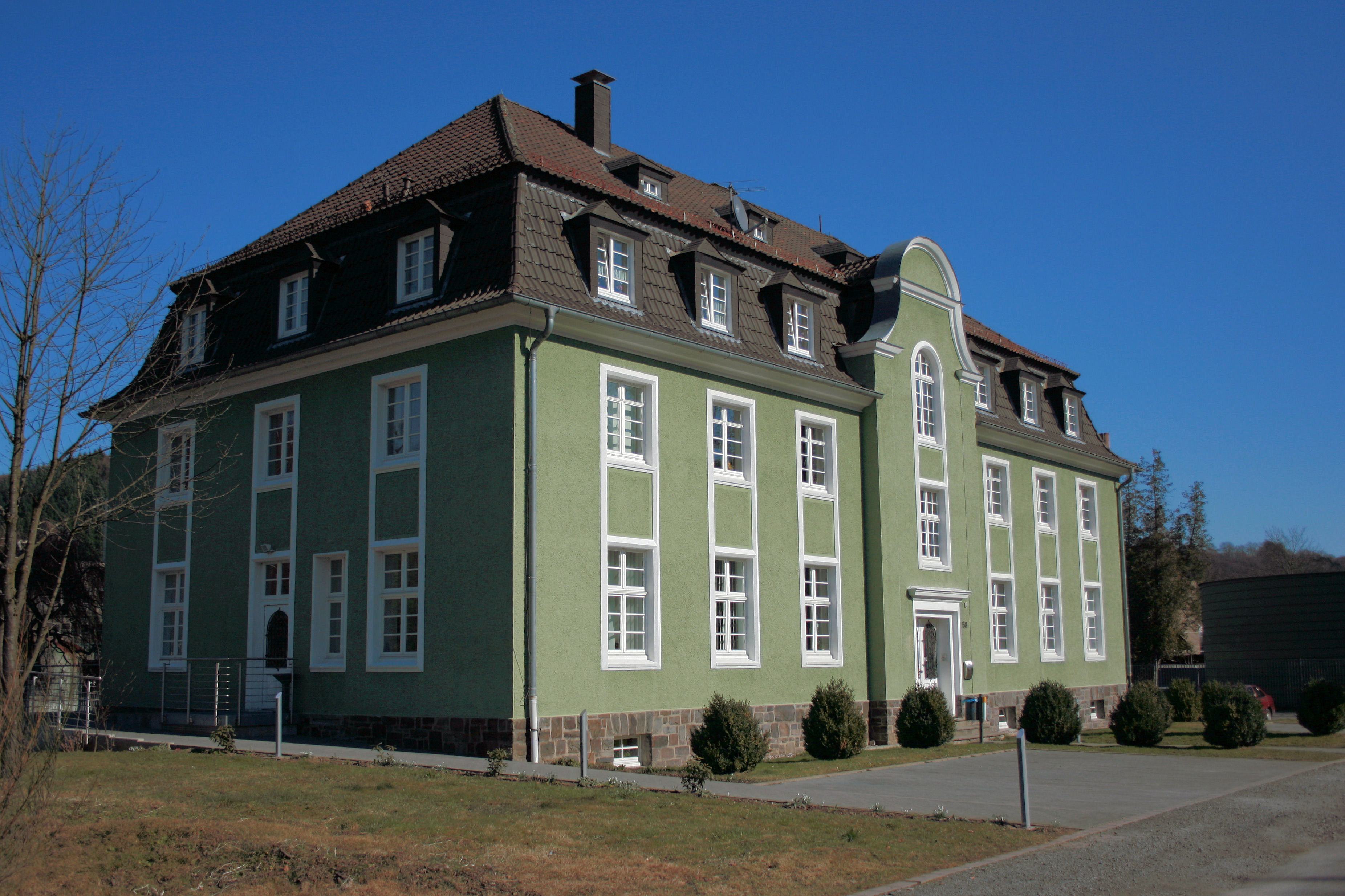
Sitz der Arge ist das ehemalige Mädchenwohnheim von Schoeller, in dem nach dem Zweiten Weltkrieg auch kurz die Berufsschule untergebracht war.

### Geschichte der Infrastruktur
Im Jahr 1892 erhielt Eitorf-Ort ein zentrales Trinkwassernetz und wurde an das Telefonnetz Köln angeschlossen. Im Jahr 1907 wurde der letzte öffentliche Brunnen geschlossen. Im Jahr 1895 erhielt Eitorf Elektrizität über die Kammgarnspinnerei. Seit 1900 gibt es eine geregelte Müllabfuhr.

### Verkehr
Der Bahnhof Eitorf liegt an der Siegstrecke. Es hält der Rhein-Sieg-Express sowie die S-Bahn Köln (Linie S12 und S19 Düren–Köln–Au (Sieg)). Des Weiteren gibt es einen S-Bahn-Haltepunkt Merten (Sieg). Die Gemeinde gehört dem Verkehrsverbund Rhein-Sieg an.
In der Gemeinde gibt es weder eine Autobahn noch eine Bundesstraße. Das 223,1 km lange Straßennetz besteht aus Landesstraßen (32,9 km), 15,6 km Kreisstraßen und 174,6 km Gemeindestraßen. Die nächste Autobahnanbindung besteht zur A 3: Richtung Köln in westlicher Richtung durch das Siegtal über die Landesstraße 333 bis zur Anschlussstelle Hennef, Richtung Frankfurt am Main in südlicher Richtung bis zur Anschlussstelle Bad Honnef/Linz. Hauptverkehrsstraßen sind die Bahnhofstraße und die Asbacher Straße.
In der Gemeinde waren am 1. Januar 2018 13.602 Kraftfahrzeuge zugelassen, davon 11.191 Pkw.

### Ansässige Unternehmen
- Standort der ZF Friedrichshafen AG (ehemalige ZF Sachs AG, davor Boge GmbH) Automobil- und Schienenfahrzeugtechnik-Zulieferer (soll spätestens Ende 2027 schließen[10])
- Krewel Meuselbach GmbH (pharmazeutische Produkte), hervorgegangen aus den Krewel-Werken[31]
- WECO Pyrotechnische Fabrik GmbH (einer der größten europäischen Hersteller von Feuerwerkskörpern)
- Union-Gestüt Merten (Pferdezucht)
- Versandlager dere Schoeller Eitorf AG (die Garnherstellung in Eitorf wurde 2005 eingestellt und ins Ausland verlagert)
- Gerstäcker Verlag GmbH, Versandhandel für Schul- und Kunstbedarf
- St. Franziskus Krankenhaus GmbH (ehemals in öffentlicher Hand)[32]

### Frühere Unternehmen
- Spirituosenfabrik Ernst Bötticher, am Markt (1873 bis 1913), in den Anfängen (1851) eine Salzhandlung
- Zigarrenfabrik Phillipps, eine Filiale der Aachener Zigarrenfabrik, in der Brückenstraße, 200 Beschäftigte (ab 1868)[33]
- Eitorfer Bierbrauerei des Heinrich Engels, später Eitorfer Bierbrauerei Fußhöller, Kronenbrauerei und ab 1879 eine Filiale der Germaniabrauerei, Asbacher Straße
- Zigarrenfabrik Kayser, Asbacher Straße (ab 1897)[34]
- IRIS LACK Baumann GmbH & Co. KG übergegangen in Rembrandtin Powder Coating

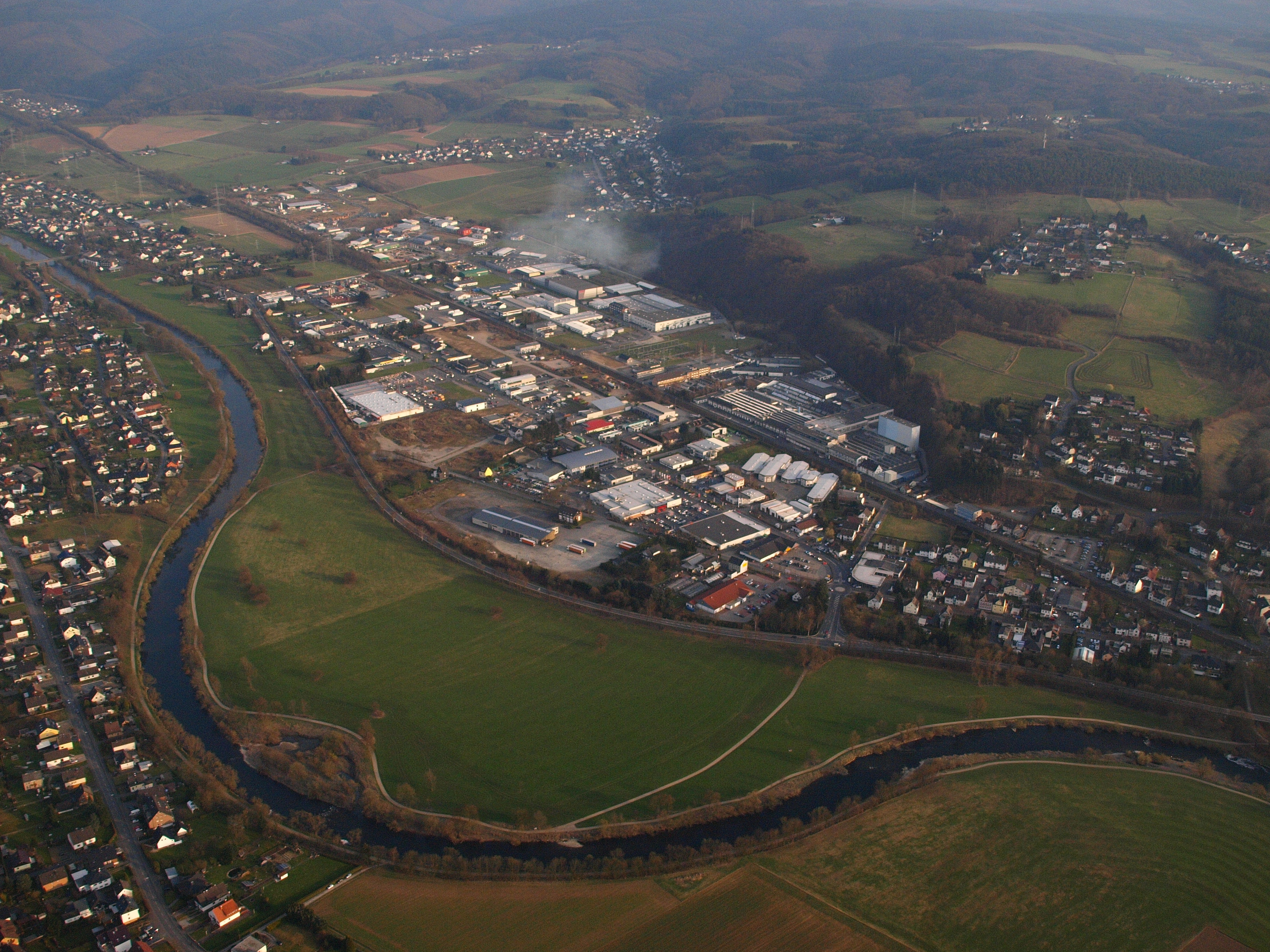
Eitorf, Gewerbegebiet mit der Sieg im Vordergrund

## Öffentliche Einrichtungen

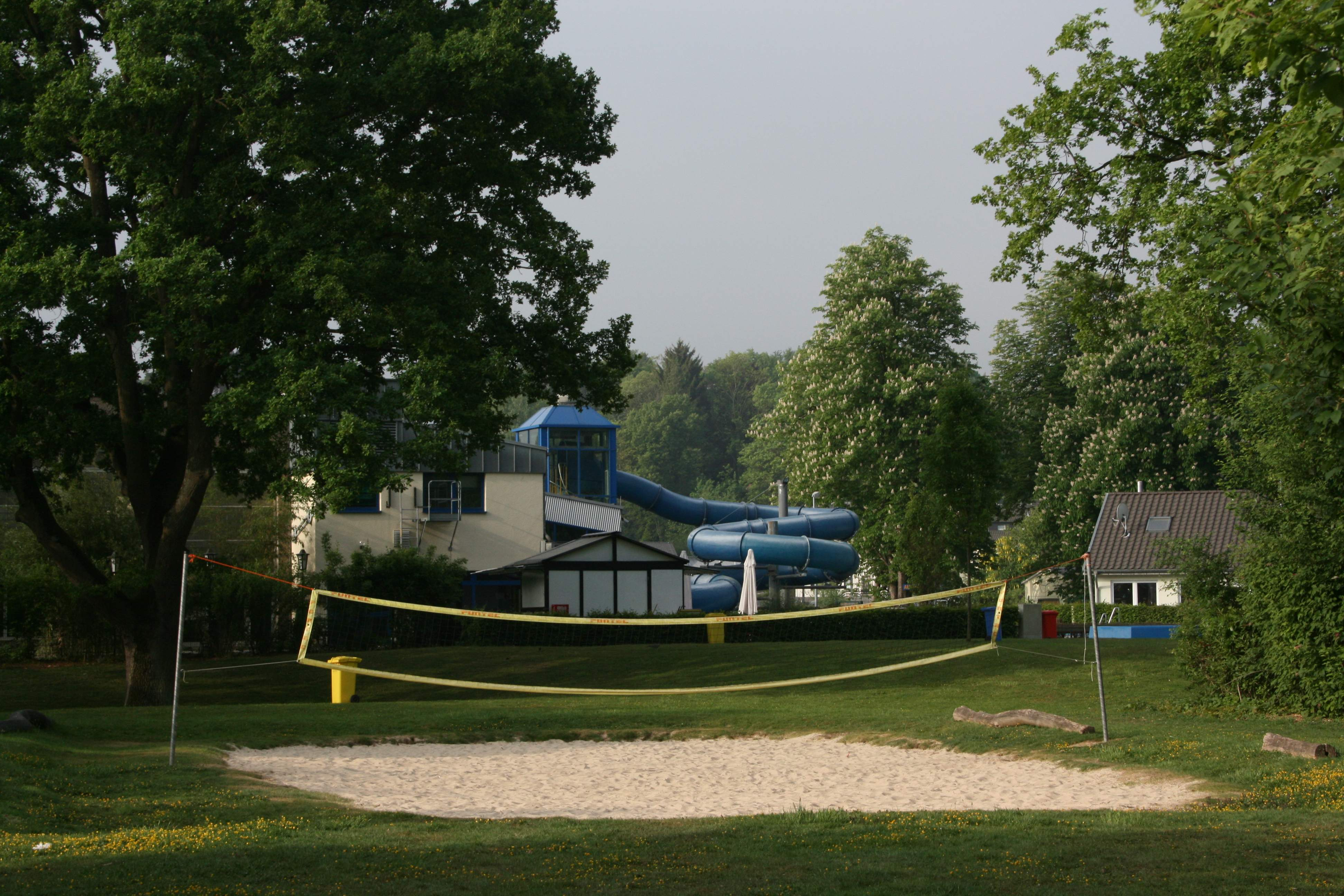
Das Hermann-Weber-Bad liegt unweit des Bahnhofs an der Sieg.

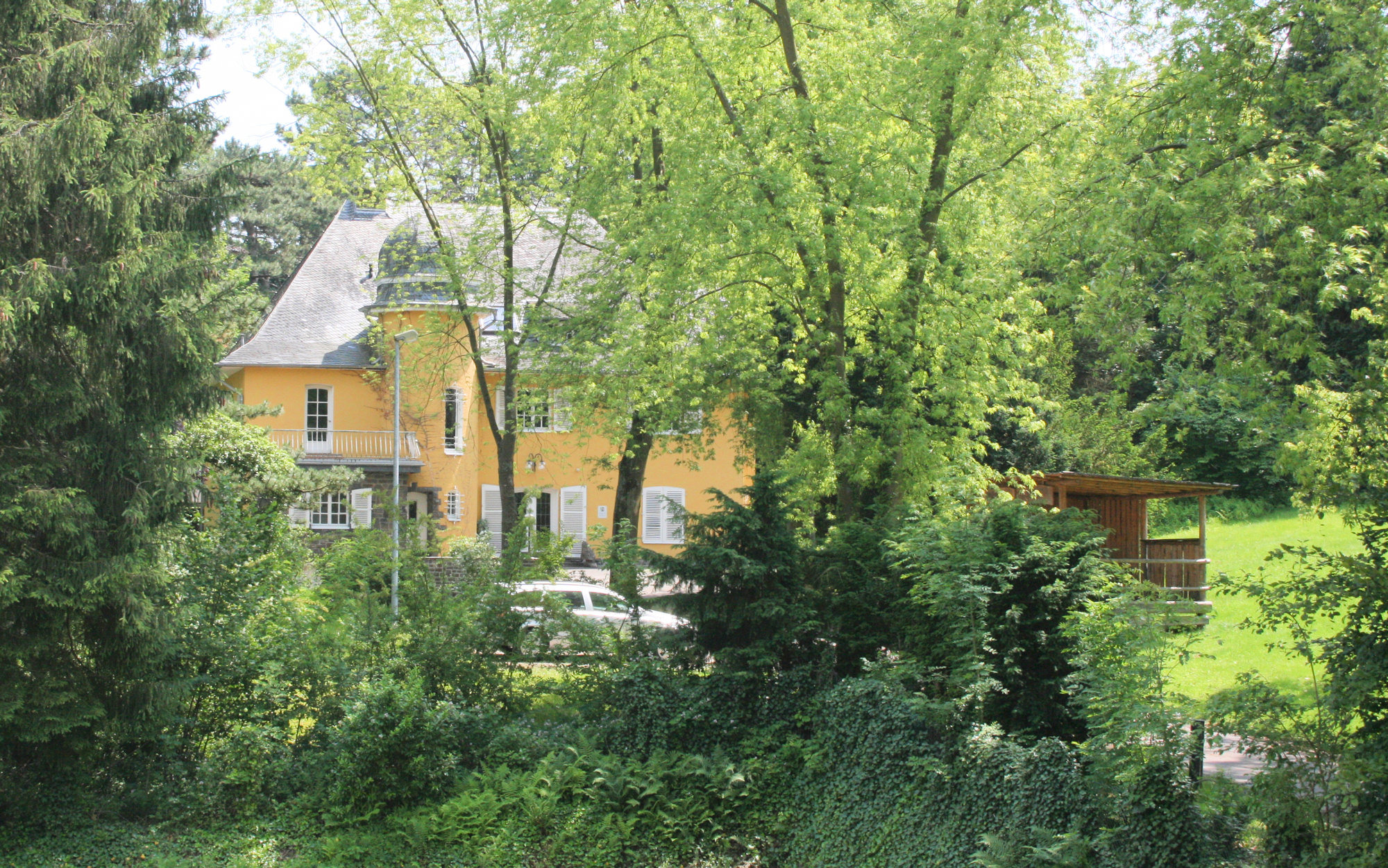
Das Forstamt Eitorf ist in der ehemaligen Villa Baumann untergebracht.

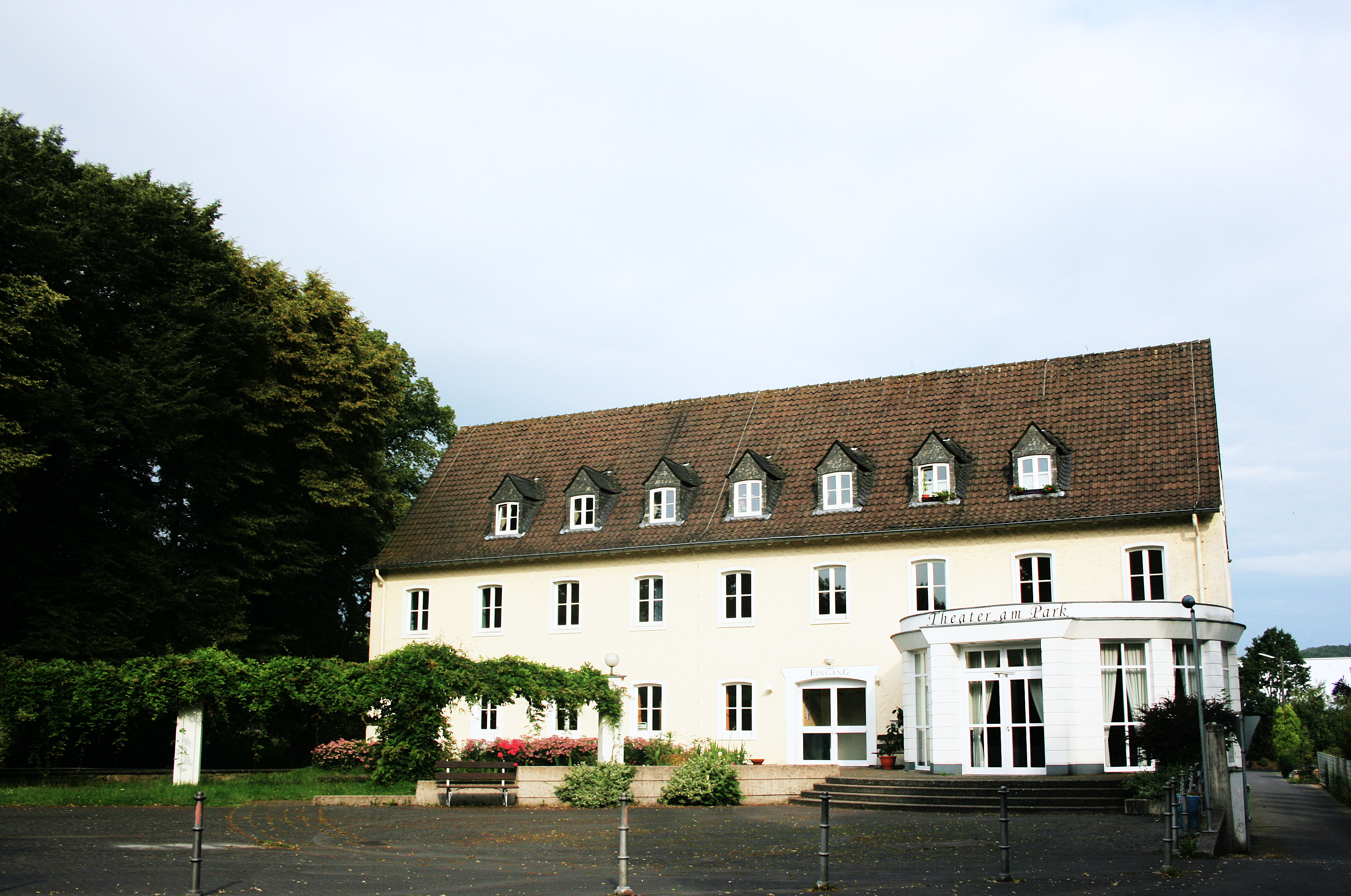
Das heutige Theater am Park war das erste Gymnasium von Eitorf.

- Behandlungszentrum Eitorf, LVR-Klinik[35]
- Polizeiwache Eitorf
- Freiwillige Feuerwehr Eitorf
- Landesbetrieb Straßenbau NRW, Straßenmeisterei Eitorf
- Hermann-Weber-Bad (Frei- und Hallenbad mit großer Rutsche)
- Landesbetrieb Wald und Holz NRW, Regionalforstamt Rhein-Sieg-Erft
- Biologische Station d. Rhein-Sieg-Kreises
- Bezirksregierung Köln, Siegbetriebshof Eitorf
- Kreisjugendamt, Jugendhilfezentrum Eitorf
- Arbeitsamt Siegburg, Geschäftsstelle Eitorf
- Arge (zuständig für Eitorf und Windeck)
- Bürgerzentrum
- Siegtalhaus, vereinsgetragen
- Müllannahmestation der Rhein-Sieg-Abfallwirtschaftsgesellschaft
- Notar
- Gemeindebibliothek Siegstraße
- Friedhöfe Lascheider Weg, Am Ersfeld (jüdisch), Merten, Mühleip, Alzenbach, Obereip

## Bildung
- Grundschulen Brückenstraße, Alzenbach, Mühleip, Harmonie
- Rudolf-Dreikurs-Schule f. Sprachbehinderte
- Berufskolleg d. Rhein-Sieg-Kreises
- Schule an der Sieg (Städtische Sekundarschule)
- Siegtal-Gymnasium Eitorf (Städtisches Gymnasium Eitorf)
- Musik- und Tanzschule der Gemeinde Eitorf

## Natur

### Fauna-Flora-Habitat-Gebiete
Im Gebiet der Gemeinde liegen, oft teilweise, folgende FFH-Gebiete: Siegaue in den Gemeinden Windeck, Eitorf und der Stadt Hennef, Wohmbach und Zuflüsse, Buchenwälder auf dem Leuscheid, Silikatfelsen an der Sieg und Basaltsteinbruch Eitorf-Stein.

### Flora und Fauna
Nach der bestätigten Sichtung eines Wolfsrudels in Eitorf wies das Landesumweltministerium 2020 das Wolfsgebiet Oberbergisches Land als viertes nordrhein-westfälisches Wolfsgebiet aus. In der Gemeinde sind außerdem der Schwarzstorch, der Uhu, der Eisvogel und der Rote Milan Brutvogel. Das alte evangelische Pfarrhaus ist ein Fledermausbrutquartier für das Große Mausohr.

### Wanderwege
Über die nördliche Nutscheid führt der Natursteig Sieg, durch die südöstliche Leuscheid der Melchiorweg.
Zudem verlaufen die Erlebniswege Dörferweg, Stadtrundgang sowie Wildwiesenweg durch Eitorf.

## Persönlichkeiten

### In Eitorf geboren
- Gabriel Maria Löhr (1877–1961), römisch-katholischer Priester und Theologe
- Friedrich Giese (1882–1958), Staatsrechtler
- Peter Etzenbach (1889–1976), Politiker (CDU), MdB
- Hans Schick (1889–1967), Historiker, SS-Sturmbannführer
- Peter Baust (1893–1954), Opernsänger und Heldentenor
- Brigitte Frank (1895–1959), Ehefrau von Hans Frank, Reichsminister 1933 und Generalgouverneur von Polen 1939, Mutter von Niklas Frank
- Ernst-Lothar von Knorr (1896–1973), Musiker (Violine), Komponist, Gründer und Leiter versch. Orchester u. Musik(hoch)schulen, Träger des Bundesverdienstkreuzes
- Wilhelm Stross (1907–1966), Musiker (Violine), war Professor an den Musikhochschulen in München und Köln.
- Hans Menkel (1907–1942), Opfer des Holocaust und Märtyrer
- Werner Becker (1918–1998), Nationalökonom und Jurist
- Johannes-Matthias Hönscheid (1922–2001), Kriegsberichterstatter der Fallschirmtruppe im Zweiten Weltkrieg
- Franz Kollasch (* 1923), Theater- und Fernsehschauspieler
- Heinz-Josef Nüchel (1932–2015) in Huckenbröl geborener Politiker (CDU) und 1975–1985 Abgeordneter des Landtages von Nordrhein-Westfalen
- Helge Bei der Wieden (1934–2012), Lehrer und Historiker
- Jürgen Uhlenbusch (* 1935), Physiker
- Joachim Richter (* 1937), Chemiker
- Walter Land (* 1938), Transplantationsmediziner (Chirurg)
- Volker Henn (* 1942), Historiker
- Johannes, „Hannes“ oder „Hennes“ Löhr (1942–2016), Fußballnationalspieler, Bundesliga-Torschützenkönig 1968, DFB-Pokalsieger 1968, 1977, 1978, Deutscher Meister 1978, Trainer U 21 und Olympia-Nationalmannschaft (Bronze 1988)
- Rudolf Michael Schmitz (* 1957), römisch-katholischer Priester, apostolischer Diplomat, Generalvikar und Hochschullehrer
- Gebhard Löhr (* 1958), evangelischer Theologe
- Petra Welteroth (* 1959), Theaterschauspielerin, Jazz-Sängerin und Autorin
- Markus Heintzen (* 1960), Rechtswissenschaftler und Professor an der Freien Universität Berlin
- Thomas Stahr (* 1960), Kontrabassist
- Thomas Hänscheid (* 1964), Mediziner, lehrt seit 2001 am Institut für Mikrobiologie der Universität Lissabon
- Achim Hallerbach (* 1966), Politiker (CDU), seit 2018 Landrat des Landkreises Neuwied
- Lutz Feld (* 1967), Physiker
- Alexander Neu (* 1969), ehemaliger Politiker (Die Linke)

### Mit Eitorf verbunden
- Die Familien von Hatzfeld, Spies von Büllesheim und die Grafen von Rennenberg hatten Güter in Eitorf
- Bernhard Constantin von Schoenebeck (1760–1835), Arzt in Eitorf, Gelehrter, Bibliothekar und Autor
- Carl Friedrich Meyer (1803–1886), Arzt und Psychiater, Gründer der Meyerschen „Heil- und Pflegeanstalt für Geisteskranke und Gemütsleidende“ („Meyers Hoff“, zwischen Poststraße und Dorfstraße)
- Otto von Wenckstern (1819–1869), Journalist und Vormärzler
- Jakob von Kaufmann-Asser (1819–1875), Bankier und Generalkonsul der Republik Paraguay
- Rudolf Wilhelm Schoeller (1827–1902), Unternehmer
- August Philipp Ottokar Meyer (1835–1904), Arzt und Direktor des Meyerschen Sanatoriums an der Poststraße
- Julius Gauhe (1835–1912), Fabrikant und Mäzen
- Engelbert Kayser (1840–1911), Zinnfabrikant und Erbauer der Kayser-Villa in Schmelze (Eitorf)
- Adolf Boge sen. (1874–1952), Fabrikant
- Martin Thilo (1876–1950), Theologe und evangelischer Pfarrer
- Philipp Heimann (1881–1962), Gerichtsreferendar in Eitorf und Verwaltungsjurist
- Friedrich Glum (1891–1974), Gerichtsreferendar in Eitorf und Generaldirektor der Kaiser-Wilhelm-Gesellschaft
- Ernst Jünger (1895–1998), Offizier, Schriftsteller, Träger des Ordens Pour le Mérite. Schrieb hier in Eitorf 1919/1920 sein Kriegstagebuch In Stahlgewittern in Reinform.[43]
- August Franzen (1912–1972), Kaplan in Eitorf und Theologe
- Rolf Schroers (1919–1981), Schriftsteller und Journalist. Er lebte in Eitorf-Obenroth.[44]
- Dieter Schnell (* 1938), Medizinalassistent am Krankenhaus und Sportmediziner
- Giovanni Vetere (* 1940), seit 1989 in Eitorf lebender Maler und Bildhauer
- Vlastimil Hort (1944–2025), bis zu seinem Tod hier lebender Schachgroßmeister
- Norbert Gottschalk (* 1954), hier wohnender Jazzmusiker[45]
- Michael Küttner (* 1954), hier wohnender Musiker
- Andreas Krautscheid (* 1961), Politiker (CDU), Minister für Bundesangelegenheiten, Europa und Medien des Landes Nordrhein-Westfalen (2007–2010)
- Uwe Jean Heuser (* 1963), Journalist, wuchs in Eitorf auf
- Jochen Kreusel (* 1963), Elektroingenieur und Professor an der RWTH Aachen, wuchs in Eitorf auf
- Marianne Kneuer (* 1964), Politikwissenschaftlerin
- Lena Sabine Berg (* 1964), Schauspielerin, wohnte in Eitorf-Irlenborn
- Falko Peschel (* 1965), Lehrer
- Derman Kanal (* 1965), Wirtschaftsbotschafter der Stadt Köln, Rechtsanwalt und Medienunternehmer. Lebte in Eitorf in den Jahren 1981 bis 1987.
- Guido Schiefen (* 1968), Musiker (Cello), Sieger im Bundeswettbewerb Jugend musiziert
- Michelle (* 1972), Sängerin, wohnte einige Jahre Eitorf-Bach
- Pia Ampaw (* 1976), Schauspielerin, ging hier zur Schule
- Phillip P. Peterson (eigentlich Peter Bourauel; * 1977), Science-Fiction-Autor und Diplomingenieur, lebt in Eitorf
- Angelo Kelly (* 1981), Sänger, wohnte einige Jahre in Eitorf-Bitze
- Sertan Yegenoglu (* 1995), Fußballspieler, wohnt in Eitorf[46]
- Guido Buettgen (* 1967), Krimiautor, wohnte einige Jahre in Eitorf